# 元朗襲擊事件
「7‧21」元朗襲擊事件是指在2019年7月21日當晚及翌日凌晨，發生在香港新界元朗區的暴力襲擊事件。2019年6月，《逃犯條例》修訂草案導致大規模社會運動爆發，示威隨著局勢升級席捲全港各地。在7月21日反修例遊行、示威者衝擊中聯辦後，大批白衣人在元朗無差別襲擊民眾及反修例示威者，致多人受傷。在事件發生前，包括香港中聯辦新界工作部部長李薊貽等多名人士發表爭議言論，被質疑動員鄉事派發動襲擊，以此「恐嚇反修例示威者」；網上以及新界西居民之間也流傳相關訊息，指會有白衣人襲擊身穿黑色衣服的市民。
在襲擊事件當天，有大批手持武器、具有三合會背景的白衣人聚集在元朗雞地一帶，在晚上9時起襲擊民眾；之後白衣人在晚上10時進入港鐵西鐵綫元朗站，與車站內的民眾對罵，手持「保衛家園」標語的白衣人又向民眾拋擲雜物、揮動武器恐嚇，有市民噴射滅火煙霧驅散白衣人；之後白衣人先向車站收費區外的民眾施襲，然後再衝入收費區內，民眾慌忙逃到上層月台躲避，持械白衣人衝上月台後對在車廂內躲避的民眾施襲。警察在晚上11時才到場，遭到民眾質問。白衣人之後再次在凌晨12時衝入已經關閉的元朗站、襲擊民眾。第二輪襲擊結束後，大批持械白衣人集結在南邊圍村，然而警察卻沒有對他們進行拘捕。
襲擊事件導致45人受傷、其中1人重傷危殆。截至2024年7月20日，香港警察就元朗襲擊拘捕69人，當中僅有22人被檢控、17人罪成（9名白衣人；8名非白衣人），分別被判囚2年9個月至7年。香港警察在此事件中被質疑縱容白衣人襲擊市民、在已經有大量情報的情況下對於襲擊事件毫無準備、遇襲民眾求助無門、警察遲遲沒有到場阻止白衣人以及拘捕事件中遇襲的人士，引起民眾批評。而與白衣人握手的立法會議員何君堯更加遭受批評；香港政府當局以及警察對於事件的定調轉變，更被認為是扭曲歷史。香港政府及中聯辦也被指控涉嫌策劃襲擊；但也有香港建制派人士提出「林卓廷搞事」論。
元朗襲擊後，香港社會各界以及香港當局均普遍對襲擊事件表示譴責，中華人民共和國政府則否認與襲擊事件的聯繫。襲擊事件被認為是反修例運動的轉捩點，令到香港民眾對警察的信心和觀感變差，加劇警民衝突，甚至衍生出「警黑勾結」的指控。事件也導致元朗當地民眾恐慌，當地商舖和公共設施在襲擊事件翌日紛紛提早休業；多國向香港發出旅遊警示。民眾多次發起針對元朗襲擊事件的紀念活動，事件也導致反修例示威暴力升級。同時也有相關的調查報導及書籍被推出。

## 背景

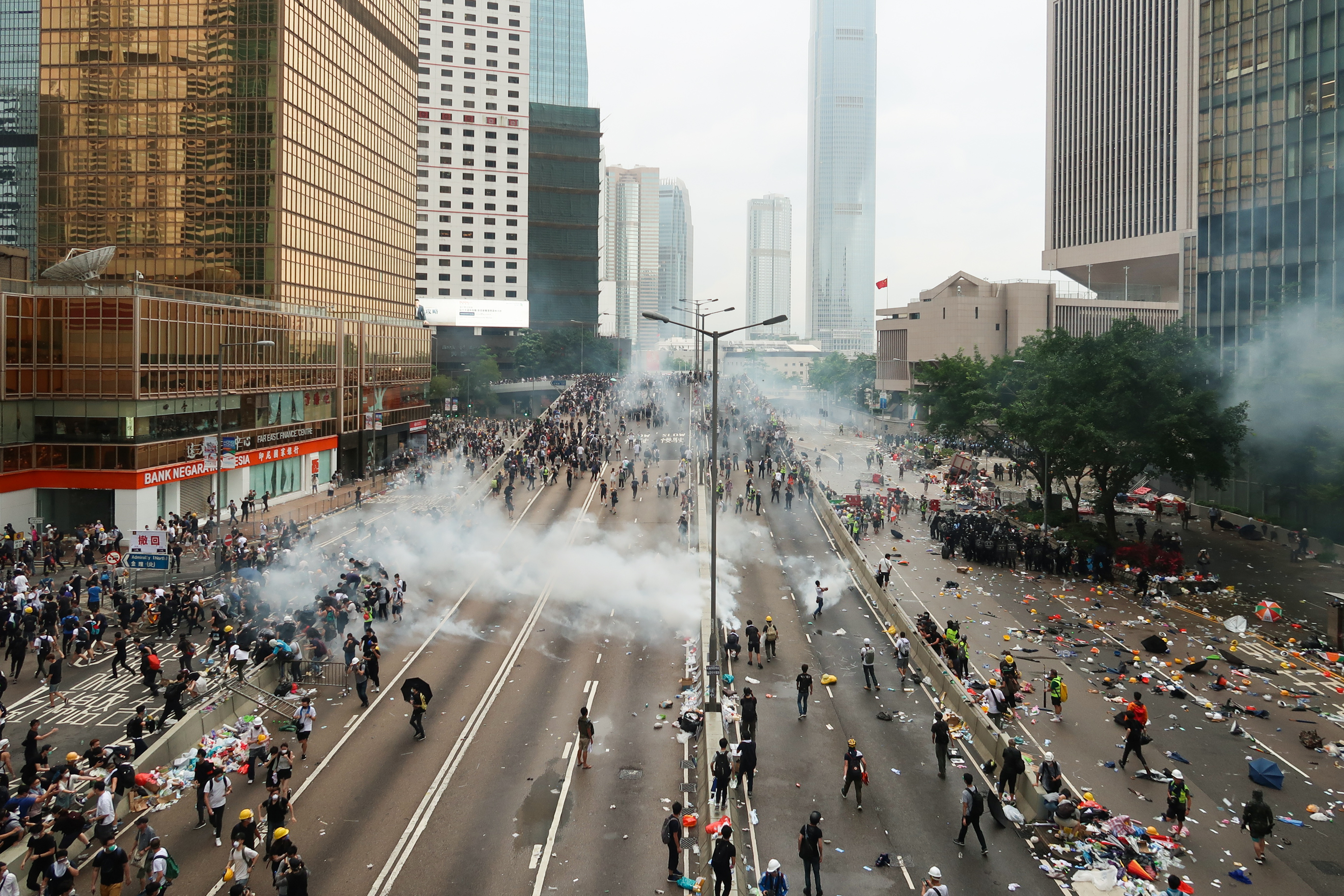
2019年6月12日，反修例佔領行動

從2019年6月起，香港政府提出《逃犯條例》修訂草案，引發大規模社會運動；在6月12日衝突後，民間提出「五大訴求」（撤回逃犯條例修訂草案、 撤回暴動定性、 釋放被捕者且撤回控罪、成立獨立調查委員會追究警隊涉嫌濫用武力的問題和林鄭月娥辭職下臺），政府依然拒絕回應示威者的訴求，僅在6月15日稱會「暫緩」草案，在同天，社運人士梁凌杰墮樓身亡，使民眾更加憤怒；在6月16日有近200萬名市民參與「守護香港反送中」大遊行。在7月1日反修例示威者佔領立法會後，示威潮很快隨著暴力升級席捲全港各地、「遍地開花」，此後示威成為新常態，五大訴求的第五項訴求也被改為「實現真雙普選」。
6月30日，建制派人士舉行「撐警隊、護法治、保安寧」民間聲援集會，支持香港警察的執法行動。期間有參會人士毀壞悼念自殺示威者的憑弔區，有路過市民及記者遭到參會人士襲擊。《壹傳媒》報導，指中華人民共和國政府下令要「以暴力懲戒示威者」，有親中人士因此聯同多個香港三合會組織及新界鄉紳，計劃策動襲擊以謀取政治利益。7月21日，即發生襲擊事件的同一天，民間人權陣線於港島舉辦「獨立調查、捍衛法治、守護真相、重申五大訴求」遊行，逾43萬人參與（警方數字則是13.8萬人），遊行結束後仍然有許多示威者向中環方向推進，晚上有示威者衝擊中聯辦，其後在上環爆發警民衝突。

## 事件前奏

### 預告施襲

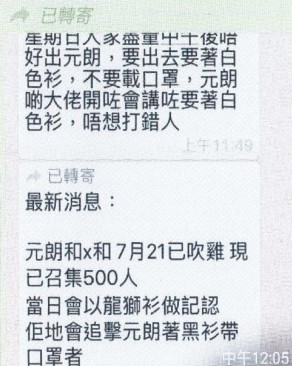
襲擊事件前，在通訊軟件WhatsApp流傳著關於元朗可能會發生襲擊的傳言

2019年7月11日，十八鄉鄉事委員會舉行就職典禮，香港中聯辦新界工作部部長李薊貽發言，談到反修例運動時說「我們自己的地段一定要有信心去守」，希望「愛國愛港」的村民不能「讓暴徒進入元朗生事」、「把他們趕出去」，又說「有時間讓各位作充分準備」，上述言論被質疑是元朗一連串暴力事件的起因。7月15日，立法會議員何君堯在社交媒體直播時提及早前的光復上水遊行和沙田區遊行，說有示威者打算在元朗「生事」，聲稱元朗鄉民會「招呼他們」，又說「你們（元朗六鄉）動作要更快，把他們（示威者）打得片甲不留」；同時也譴責反修例示威者是「狂徒」，呼籲建制派人士「不能再姑息下去」。
而在襲擊事件發生前，已有網路消息聲稱「有黑幫將鎖定攻擊反修例示威者」。Now新聞台節目《經緯線》採訪一名來自元朗鄉村的居民，其指出有村長向當地居民發出訊息，警告穿著黑色衣服或者攜帶口罩的青少年可能會遭到襲擊，稱「不會攻擊穿著白衫的居民」；也有居民表示收到警察親友的訊息，警告不要在21日穿著黑色衣服。元朗區議員麥業成表示從鄉事派收到消息，懷疑有三合會即將會襲擊參加當天遊行後回家的示威者，並且在20日於元朗紅爵酒樓商討襲擊部署。

### 放映衝突和假文宣
2019年7月16日晚上，有市民在元朗鳳攸北街舉行放映會，播放香港警察在反修例運動中濫用暴力的片段。放映會期間突然有大批戴口罩、疑似持不同意見的人士現身圍堵，又嘗試趕離參與放映會的市民，其後雙方爆發衝突，不少人衝出馬路、有人更在行人路揮拳毆打他人。最終警察在晚上9時半到場處理，雙方散去、現場恢復平靜。Facebook專頁「向香港警察致敬」轉載不明人士追著市民指罵的影片，聲稱此次事件是「手無寸鐵的真元朗人成功趕走要『光復元朗』的搞事份子」。
放映會衝突後，有網民在連登爭論是否應該在元朗發起示威，但沒有任何相關文宣，主流聲音仍然支持在港島發起示威。7月18日，一個名為「風中微塵」的新浪微博帳戶首次發表一張呼籲在7月21日於元朗舉行示威的文宣，此後此圖片在建制派Facebook群組中流傳；連登雖之後出現此圖，惟相關貼文之內容均用於澄清該圖片為謠言。

### 撐警集會
2019年7月20日，建制派人士在金鐘添馬公園舉行「守護香港」集會，集會在下午5時開始，在集會開始之前有大批穿著白色衣服的民眾聚集在金鐘一帶。集會邀請到多位藝人、政界人士、應屆畢業生和企業家發表講話。根據警方數字，集會在高峰時期有約10萬人參與。《香港經濟日報》創辦人石鏡泉發言時批評反修例示威者的暴力行為，讚揚元朗鄉民破壞當地連儂牆、擾亂7月16日舉行的放映會之行為「正義凜然」；又指對抗「暴徒」的武器時不應用棍，稱「教仔」須用藤條及水喉通。同時，有一名參與集會的周姓市民向在在場記者稱「元朗不容許有人生事」，又說7月21日「將會有一場好戲發生」，呼籲記者到場拍攝。

## 經過

### 前期聚集

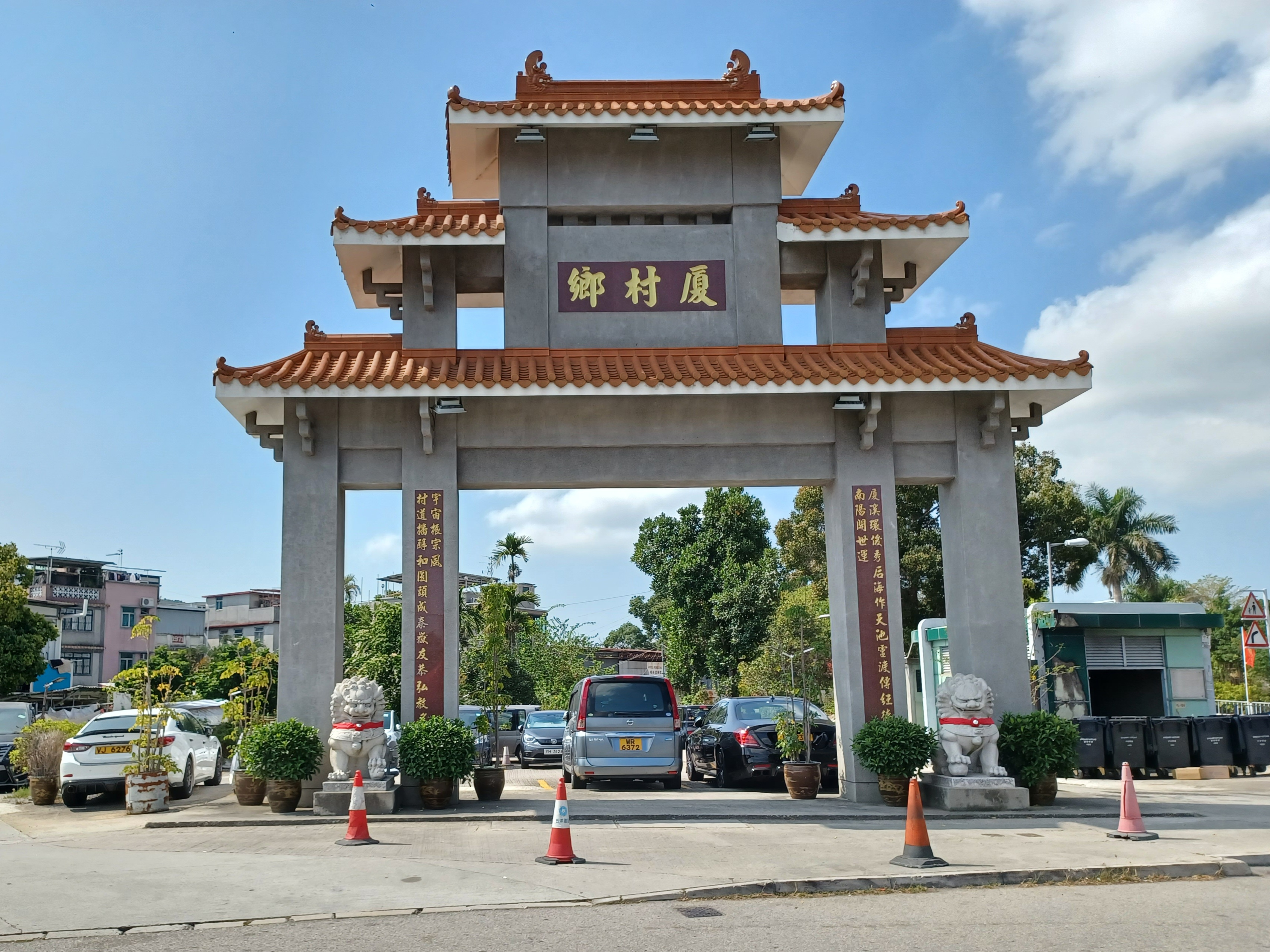
廈村鄉牌樓，停車場在後方。白衣人曾經在早上聚集在該停車場

2019年7月21日，親建制Facebook專頁「聲討教協」在下午2時45分發出貼文，配文「元朗六鄉已經準備好、備戰中」，並表示已經準備大量藤條「教仔」，貼文附圖顯示有大量身穿白色衣服的人士在元朗一家酒樓用餐，還拍攝了被綁上中華人民共和國國旗的藤條。在當天日間，網上有片段流傳有大量身穿白衣人士，於元朗西北部廈村錫降圍對出的停車場聚集，片中聲音更聲稱「隨時可以出發」。
從傍晚6時起，網上開始出現有大批白衣人出現在元朗區內的照片。在鳳攸北街休憩處，近百名白衣人士手持「保衛元朗」、「保衛家園」的標語。網路消息聲稱白衣人會伏擊參加遊行後回家的民眾，有元朗對有大量身份不明人士於上址聚集感到不安，因此不敢循港鐵路線歸家；同時也有人向白衣人派發口罩。下午7時，有人在元朗高舉「保衛元朗、保衛家園」的標語，舉行小型遊行。同時在鳳攸北街公園有逾50名白衣人聚集。
晚上8時至9時間，有更大批白衣人到達元朗，估計人數超過200人。元朗區議員麥業成和市民目睹大批白衣人聚集在元朗雞地，其中有人手持攻擊性武器，因而報警，但鄰近仍然沒有警員巡邏；鄰近商場YOHO MALL 形點也有白衣人聚集。Facebook專頁「聲討教協」發表影片，影片中一眾白衣人在元朗市區聚集，手舉標語、中國國旗和香港區旗，又不斷高呼「保衛元朗、保衛家園」的口號，並配文「元朗的風采，鼓掌」。

### 雞地、元朗襲擊
|  |

晚上9時49分左右，任職於YOHO MALL 形點商場內一間餐廳的廚師蘇先生（24歲），在下班後路過攸田東路時看見大量白衣人聚集，因此感嘆道「真的很多白衣人」，他隨即遭到白衣人恐嚇並被圍堵在鳳攸北街。之後他突然被白衣人用藤條和登山杖毆打，之後續而有20多名白衣人追打蘇先生，期間他多次表明自己剛剛下班、也並非示威者，但白衣人沒有理會，他拼命逃跑至鳳群街花園、才有街坊勸阻。最終他在晚上10時逃到元朗安寧路一間便利店，該店員隨即協助其報警。蘇先生被白衣人打得皮開肉綻、身體部分紅腫，被送往屯門醫院治理，他因為身體受傷而無法行動，因此被迫停工。有市民目擊在元朗（西）巴士總站有身穿黑色衣服的市民遭到白衣人襲擊，有車輛遭到白衣人損毀，同一時間有至少3名市民在元朗市區內遭白衣人襲擊。在朗日路，有4名白衣人包圍一部市區的士恫嚇司機，更加打碎車尾玻璃。
晚上約10時24分，建制派立法會議員何君堯在元朗街道上與多個手持藤條的白衣人握手合照。
在此後，繼續有白衣人在元朗一帶攻擊市民，也有白衣人前往了元朗站。在10時30分至40分之間，在鳳攸北街聚集的白衣人突然離去，但是他們卻向街道尾端走去，並向元朗站方向行進，之後開始傳出元朗站發生白衣人無差別襲擊市民。

### 元朗站首次襲擊

《立場新聞》記者何桂藍遇襲一刻

晚上10時40分，有手持「保衛元朗」、「保衛家園」標語的白衣人，當中部分白衣人手持武器，從形點商場進入港鐵西鐵綫（現屯馬綫）元朗站。之後白衣人突然追趕一名市民，然後近十個白衣人越過閘機、襲擊一名身穿黑色衣服的女性市民，有其他市民上前阻止，白衣人繼續襲擊其他市民，之後白衣人在數分鐘之後離開。10時44分，立法會議員林卓廷在得知有市民在元朗雞地被襲擊後，乘坐地鐵到元朗站了解情況，並且查看遭到白衣人襲擊的市民之傷勢，期間他在列車上聽到有人大叫「有黑社會打人」，之後林卓廷呼籲站內市民暫時不要離開車站，指「因為外面有許多三合會背景的白衣人」。
元朗站的第一輪白衣人襲擊是在大約10點40分之間開始的。10時48分，有近70名持械白衣人再次進入元朗站，向閘內市民指嚇，又敲打閘機。有一名在閘外、身穿黑色衣服的市民突然遭到白衣人圍毆，另外也有白衣人向閘內市民揮動藤條、疑似短刀和向民眾拋擲雜物；港鐵控制中心在10時47分報警求助，並且在10時56分安排所有西鐵綫列車不停元朗站。10時53分，3名軍裝警員到達元朗站，但警員到場後匯報「我方人手不足要求支援」後便離去，並且在附近等候增援。
10時52分，有救護員到達元朗站，但他們曾經返回救護車上換上橙色外套後，才進入車站。同一時間白衣人再次向閘內的市民施襲，民眾高舉雨傘作防護；當救護員從近博愛醫院出口進入元朗站時遭多名白衣人持棍襲擊，有市民用雨傘掩護救護員。10時59分，閘外再有民眾遭到持械白衣人圍毆，正在進行直播的《立場新聞》記者何桂藍也在同一時間出閘，一名身穿紅色衣服的人士（陳志祥，45歲）隨即用藤條襲擊何桂藍，公民記者鄭樂恆上前保護而同樣遭到白衣人襲擊。同時，在閘外的襲擊持續，有市民遭到大批白衣人圍毆，期間有孕婦遭襲倒地。

逃往上層月台的民眾

晚上11時，有市民使用消防喉向白衣人射水驅散、或者使用滅火筒向白衣人噴射煙霧，也有人扶著傷者進入閘內區域，期間再次有白衣人嘗試襲擊救護員，有傷者爬入閘內區域求助。同一時間，有另外一批白衣人進入元朗站。11時02分，大批白衣人衝入閘內區域，民眾慌忙地沿扶手電梯或樓梯逃往上層月台，進入停靠在元朗站的列車車廂暫避；持械白衣人則襲擊滯留在下層大堂的民眾，有民眾被迫逃入車站內的廁所躲避白衣人。過了幾分鐘後，持械白衣人進入上層月台隨機襲擊市民，有白衣人衝入往屯門站方向車廂攻擊民眾，有市民受驚逃離車廂。一名白色衣服的市民跪在地上懇求白衣人停止襲擊，但仍然遭到白衣人揮拳打倒。立法會議員林卓廷也在車廂內被白衣人圍毆，身體多處受傷。襲擊期間，列車一直無法開出；有民眾拍打駕駛室大門，車長則多次嘗試關閉車門，但因有人阻礙車門而不成功。
直至11時12至15分間，開始有白衣人離開元朗站，列車也在13分成功關上車門並駛離元朗站。

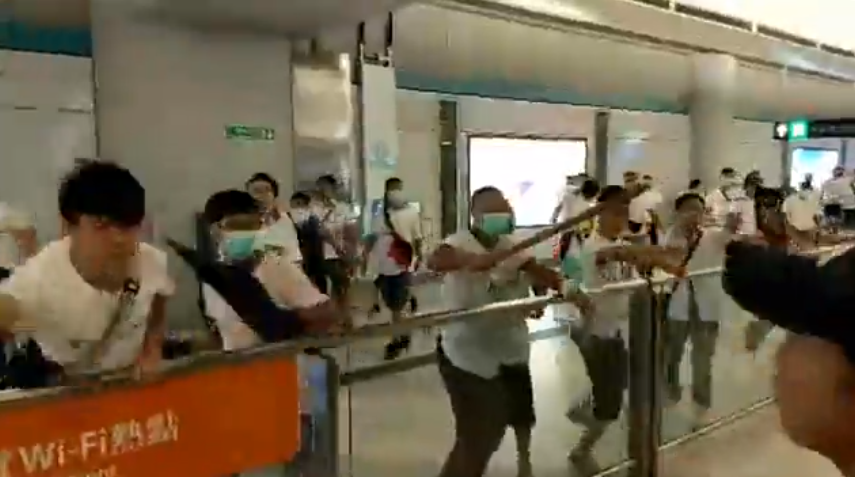
閘外區域有大批持械白衣人揮動藤條
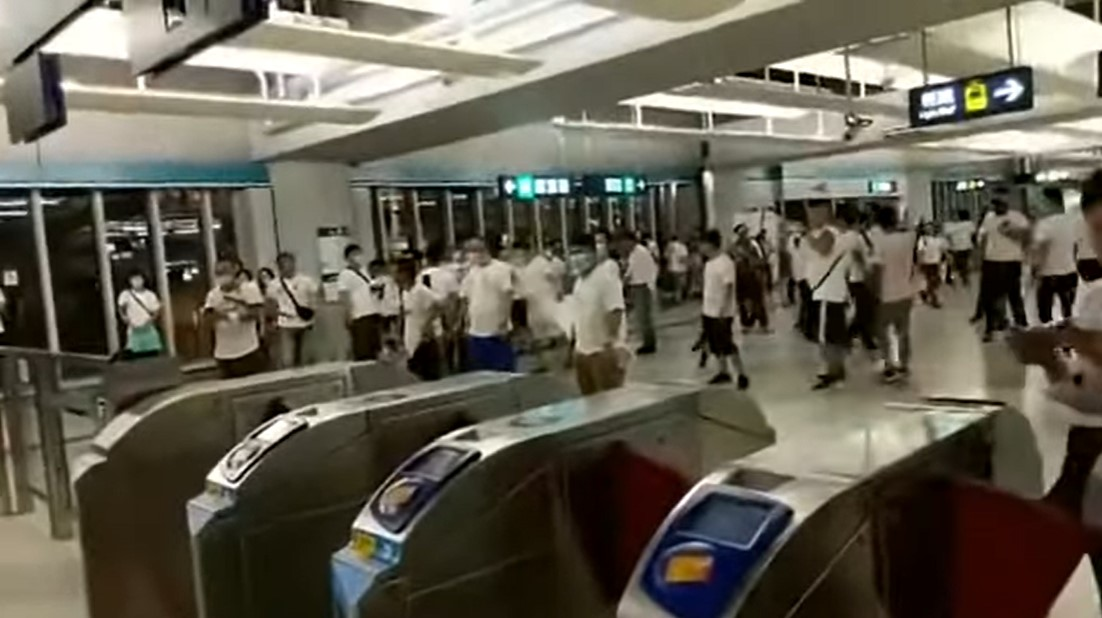
聚集在車站大堂的白衣人
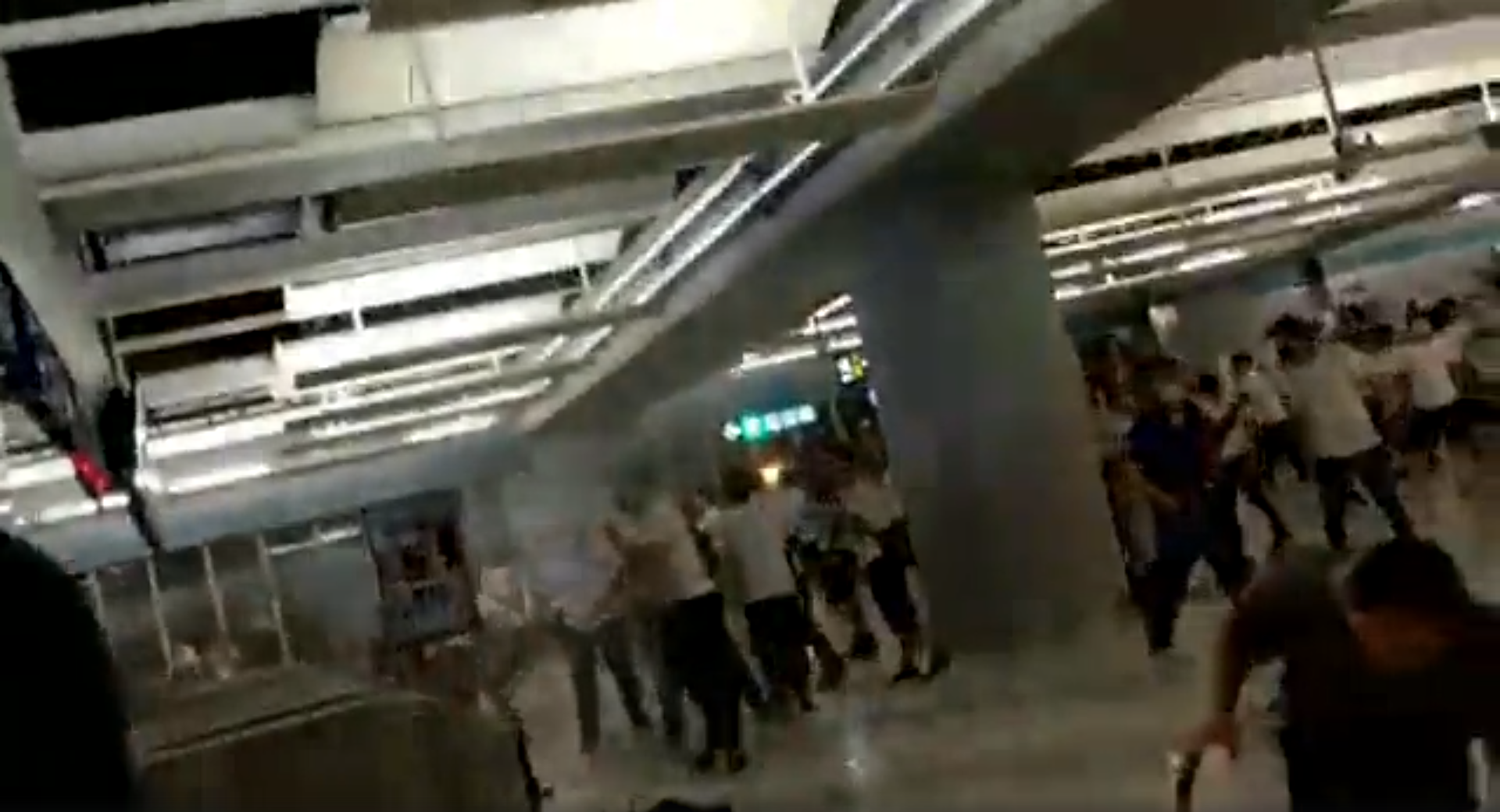
閘內有人用滅火器向白衣人噴射煙霧
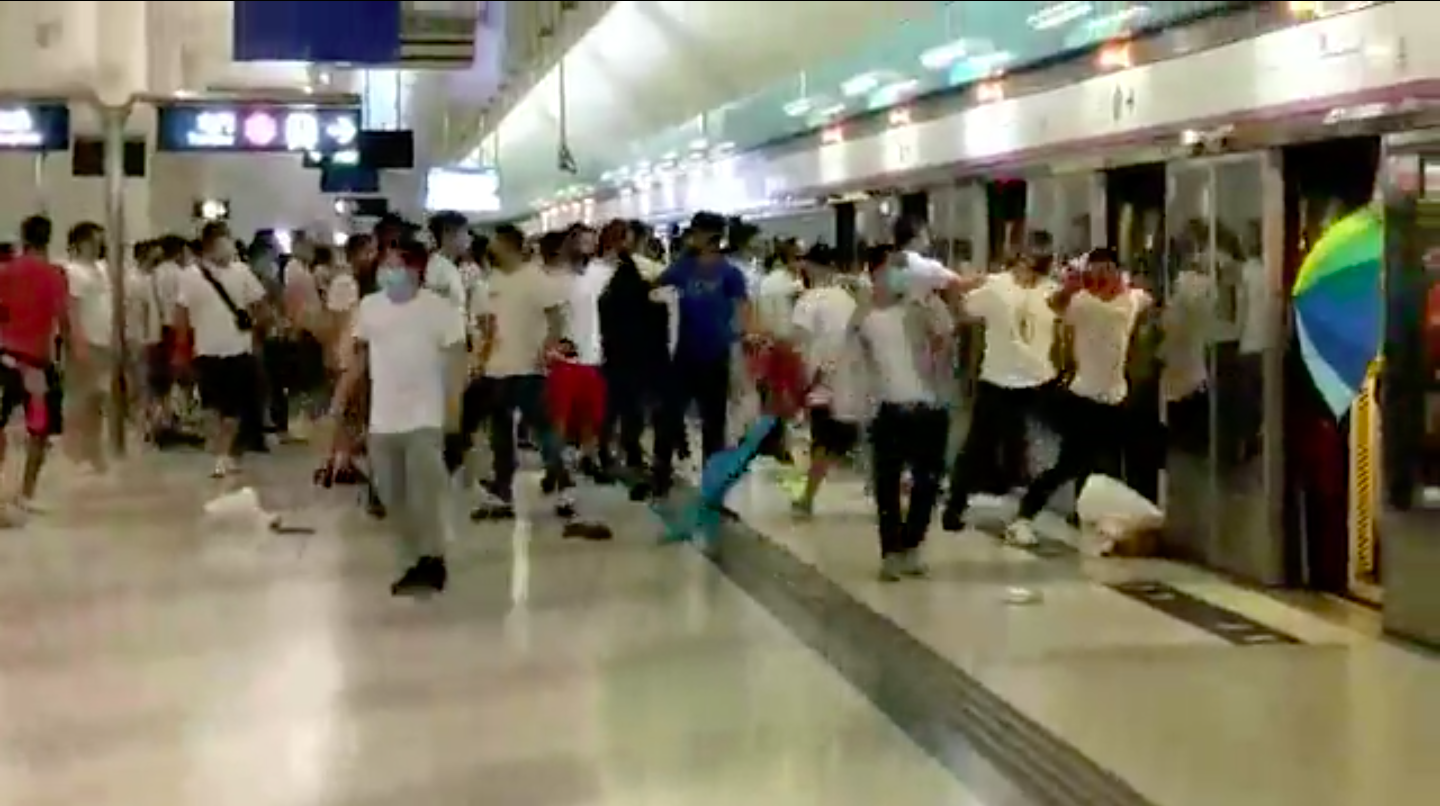
持械白衣人衝到上層月台，襲擊在車廂躲避的民眾

### 警察進入元朗站

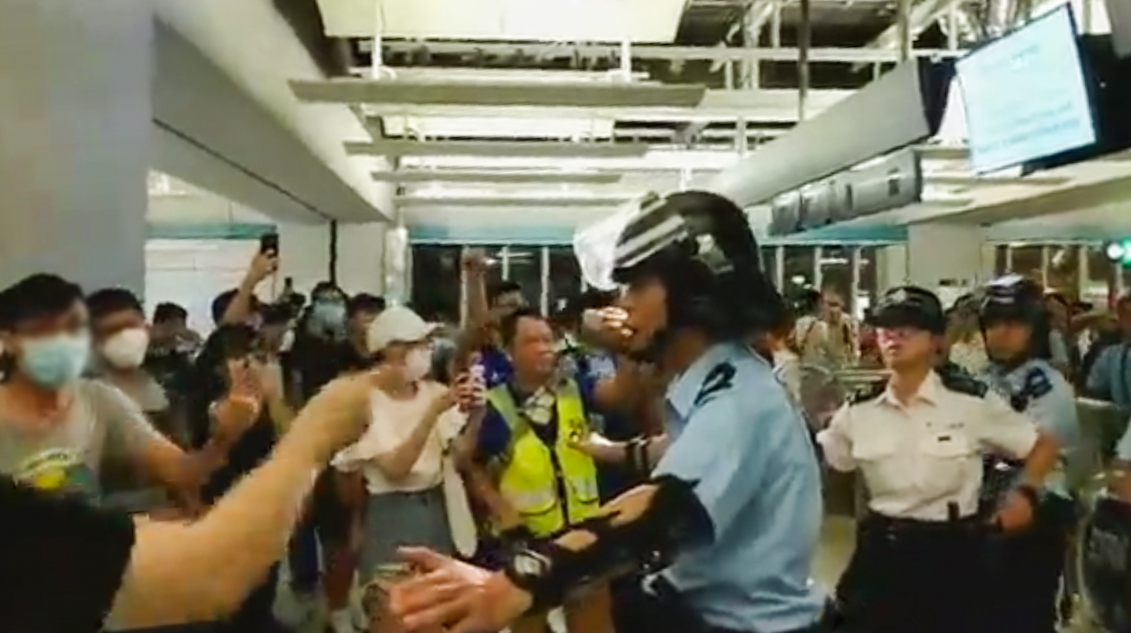
警察到場後，在場市民責罵警察太遲到達

11時15分，警察增援隊伍抵達元朗站；在同一時間，有大批白衣人從警察面前跑過，警察沒有追趕或截停他們。當所有警員到場後，全部白衣人已經離去。站內市民眼見警察姍姍來遲，不斷責罵警員「我老婆被白衣人打呀！你們（警察）現在才來！」、「有人被打得滿身鮮血呀！」，聚集的民眾越來越多、群情洶湧，市民高呼「死黑警！」口號，又有市民質疑其與三合會勾結，警察一度向民眾舉起胡椒噴霧和揮動警棍。警察在被市民圍堵下，警察行動室指示快速應變部隊撤退，在11時44分從J出口離開元朗站。
截至11時45分，元朗站J出口外仍然有大批白衣人聚集；11時55分，港鐵因應警察要求而關閉元朗站。凌晨12時，有記者在元朗站外向警察查詢為何警察遲遲未到現場，還有為何沒有拘捕白衣人；元朗警區八鄉分區指揮官李漢民回應記者查詢時稱「不知道有沒有太遲，因為沒有看手錶（時間）」，又要求記者不要質問他，說「你（記者）這樣做我不會怕你」。

### 元朗站二次襲擊

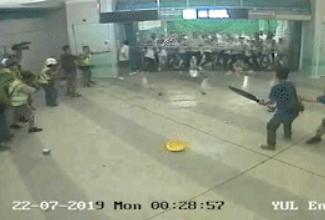
持械白衣人撬開元朗站鐵閘，並且衝入攻擊民眾

第一輪襲擊結束後，白衣人繼續聚集在朗和路、英龍圍一帶，又一度衝向元朗站的J出口擲雜物，向其他人叫喊。11時56分，元朗三合會人士吳偉南持長棍向市民叫囂的時候，突然心臟病發暈倒，救護員到場後發現其心臟停頓，在經過三次電擊後才恢復心跳，救助期間有救護員被白衣人辱罵；有受傷市民主動讓出救護車，吳偉南才得以送往醫院救治。同時繼續有白衣人在元朗站附近襲擊民眾和記者。
凌晨12時30分，再次有大批白衣人撬開元朗站的鐵閘，衝入站內再次襲擊民眾，又進入形點商場。無綫新聞主播柳俊江在新聞直播得知元朗發生襲擊，遂決定到場救援，到達元朗站後發現有兩名市民被白衣人圍毆、因而上前勸阻時，遭到大批白衣人用木棍和鐵通襲擊；《NOW新聞》的攝影師也遭到白衣人襲擊。在朗屏站一帶，也有市民向連接元朗站的街道行走時被白衣人襲擊。形點商場職員發現有人遇襲後，已經安排部分民眾到住宅平台暫避並報警。
12時39分，再有消防員到達元朗站，有記者向他們詢問為何現場沒有警察，消防員們則表示不知道原因，說「我們也希望警察來」。在當時，所有白衣人均已離開元朗站。

### 南邊圍聚集

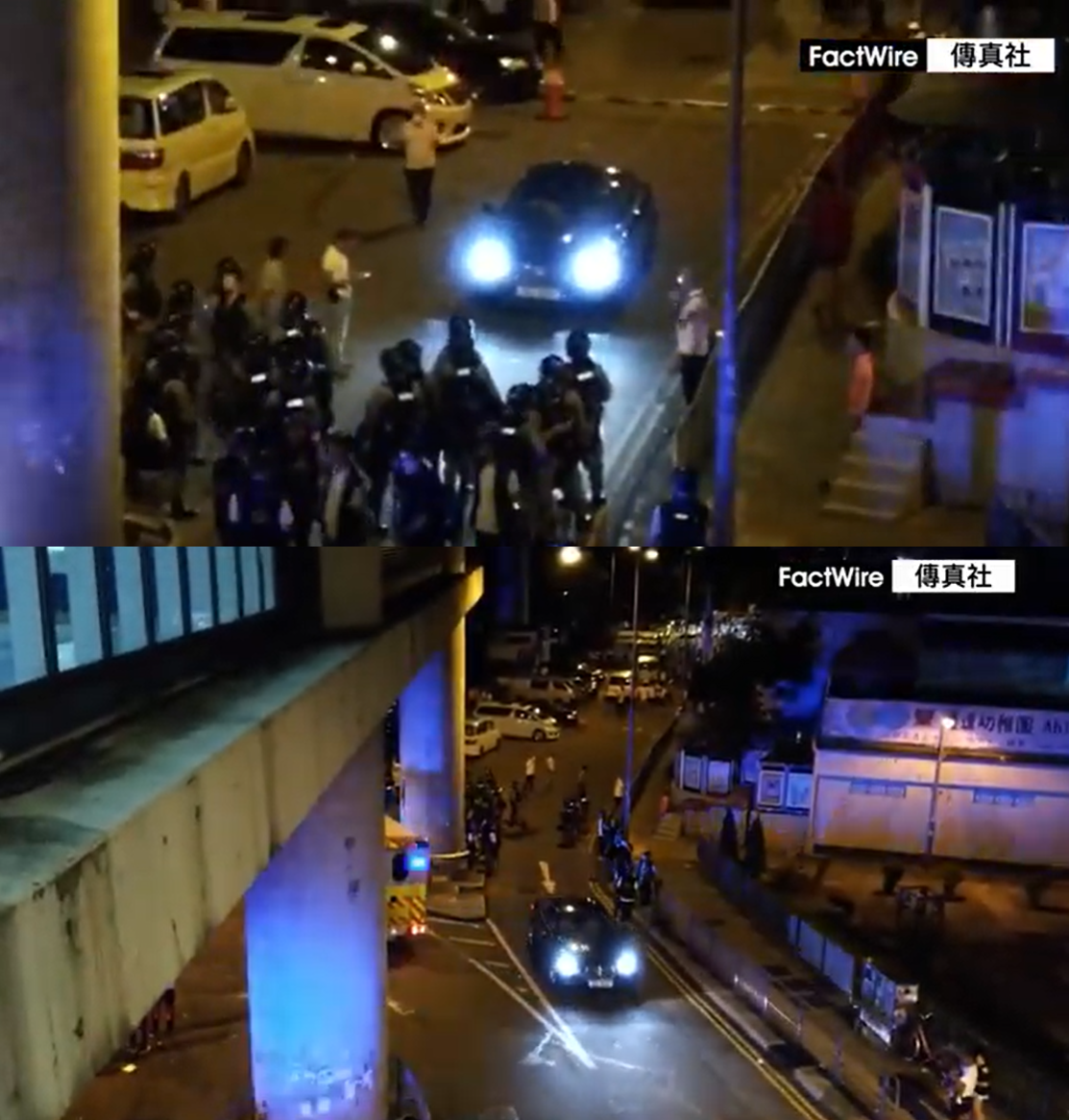
一輛獲警察放行、由白衣人駕駛的車輛

第二輪襲擊結束後，大批白衣人在南邊圍村聚集，附近傳出大量鐵通及玻璃樽拖地、摩擦的聲音，期間有近50名身穿黑衣服的人士嘗試進入該村，但遭到白衣人驅趕，之後雙方發生打鬥。7月22日凌晨1時17分，有大批防暴警察到達元朗站巡邏，有記者問警察「上來（元朗站）大堂計畫做什麼」，警察回答「不知道，我和你們一樣，都是剛剛上來」，駐守10分鐘後警察離開元朗站並前往南邊圍村。同時有民眾的車輛遭到白衣人襲擊，有義載車輛遭到白衣人破壞。1時20至56分之間，警察嘗試進入南邊圍村，但是遭到村民和白衣人拋擲雜物而一度被阻。對峙期間，1名穿白衣揹斜背袋的持械男子上前與警察攀談，後來再多一名手持武器的白衣男子上前加入與警察談話，兩人一同在警方防線前來回走動。
之後多個白衣人駕駛車輛離去，但沒有被警察阻攔。《傳真社》的調查報導指，凌晨1時57分有白衣人登上一輛白色私家車，守在約10米外的防暴及便衣警員退至路旁，讓該私家車通過，整個過程中沒有上前向車上的4名男子或手持木棍的男子查問；凌晨2時09分再有一輛私家車從南邊圍停車場駛出，車上司機及副駕座乘客均穿著白衣，警員同樣沒有上前查問，並讓路予其離開。警察亦沒有對當晚進出南邊圍停車場的白衣人，作任何截查或阻止出入。有記者在凌晨1時56分及2時07分拍攝到有約5名白衣人在警方身旁走過，當時有約20名警員駐守，但白衣人士自由出入，通行無阻。
有白衣人向記者叫囂及投擲水樽。凌晨3時，防暴警察進入南邊圍村，但記者不被允許進入；期間有2名警員和白衣人攀談，傳媒也拍攝到南邊圍村祠堂2樓有大批人在內。之後大批便衣警員進入南邊圍村，防暴警員在外圍戒備，有警員進入村內鄉公所調查，又在停車場搜證，用電筒照車底，搜出大批鐵枝，地上亦留有木棍、口罩，之後警員帶走一名白衣人，期間繼續有白衣人通過警方防線離開。
警察在凌晨4時離開南邊圍村。凌晨5時，元朗警區助理指揮官（刑事）游乃強於村口簡報情況，指剛才「從兩方陣營都見不到有攻擊性武器」，說由於「暫時不能確定在南邊圍村的人士，是否全數都均有參與在元朗站上的打鬥」，因此未有作任何拘捕；稱「雙方因政治紛爭而打鬥」。遊乃強稱「看不到攻擊性武器」的說法引起記者質疑，但他沒有直接回應。

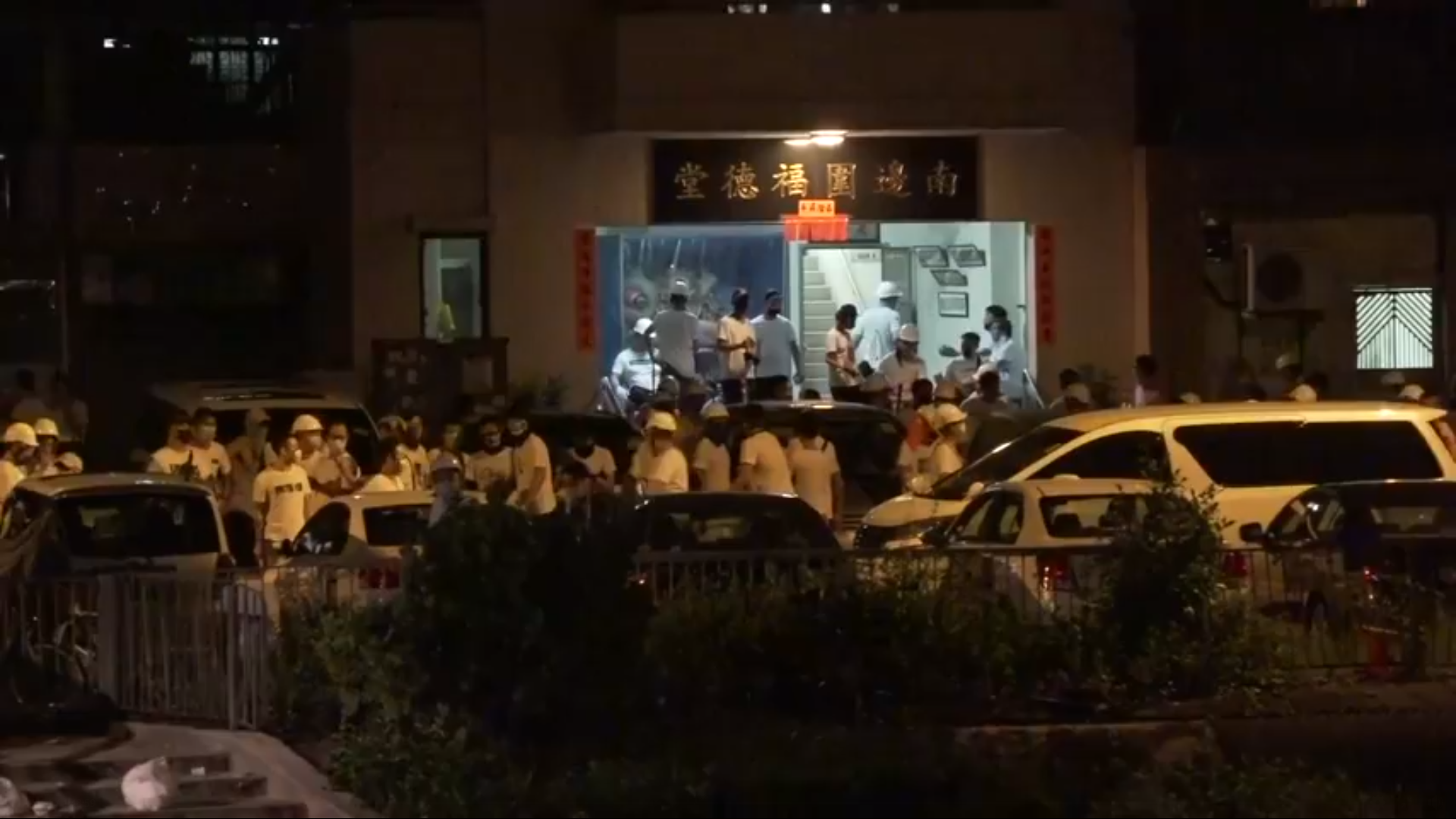
大批白衣人在南邊圍村福德堂聚集
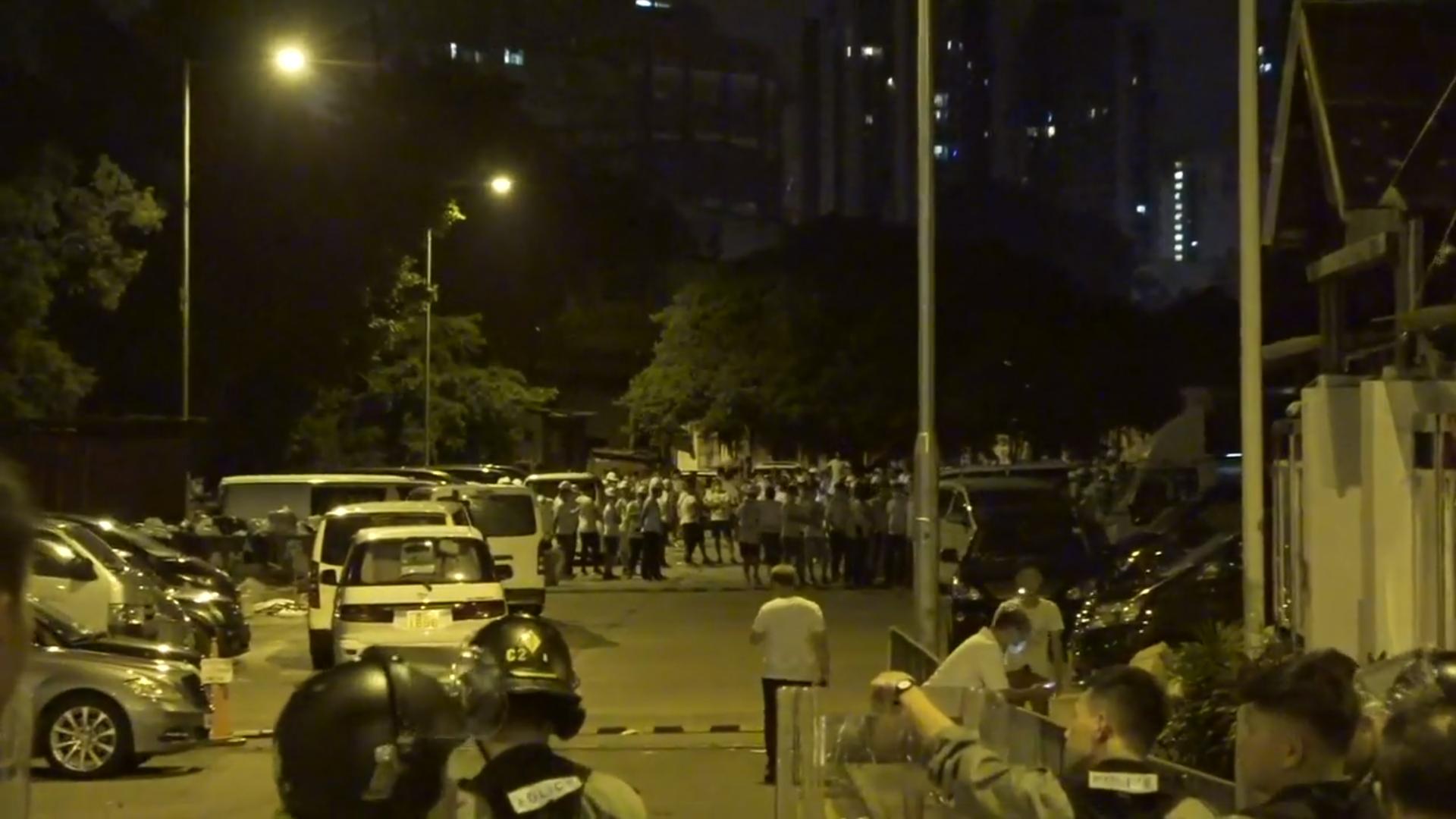
防暴警察在南邊圍村停場入設防線與白衣人對峙，部分白衣人手持木棍和鐵通
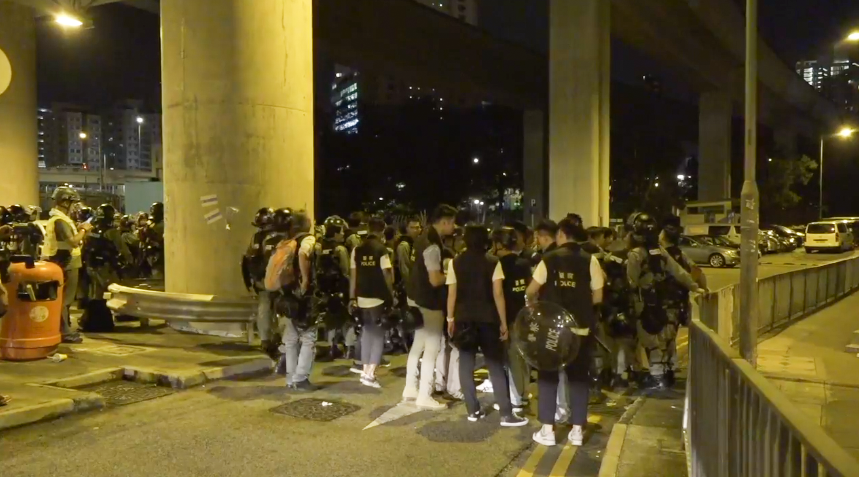
警察進入南邊圍村搜證
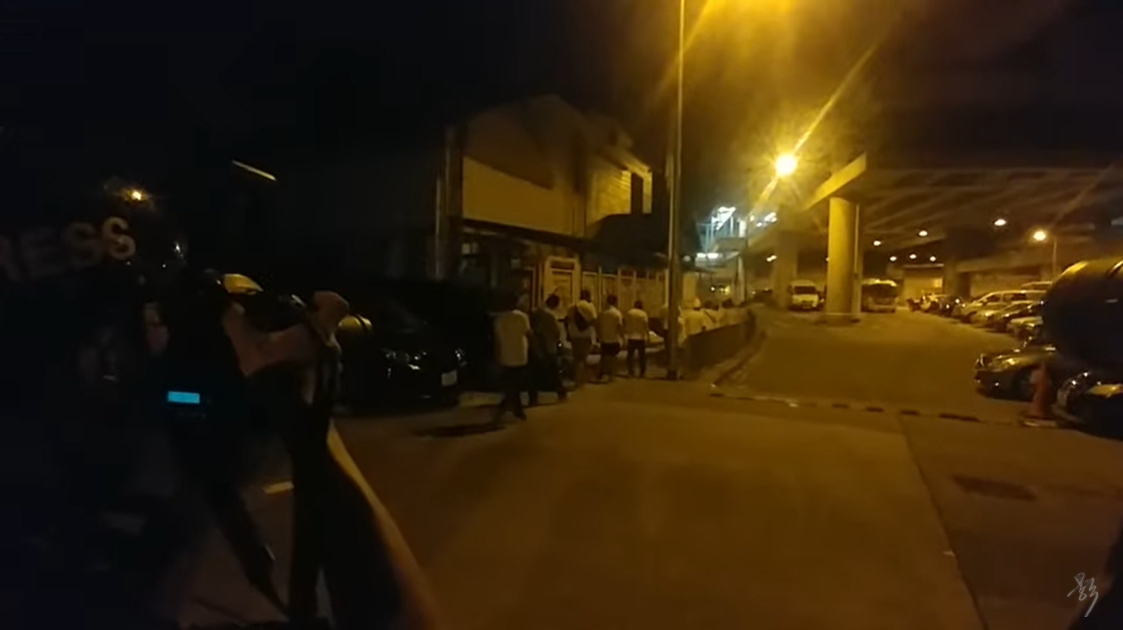
凌晨3時，部分白衣人穿過警方防線離開現場

## 受傷人數

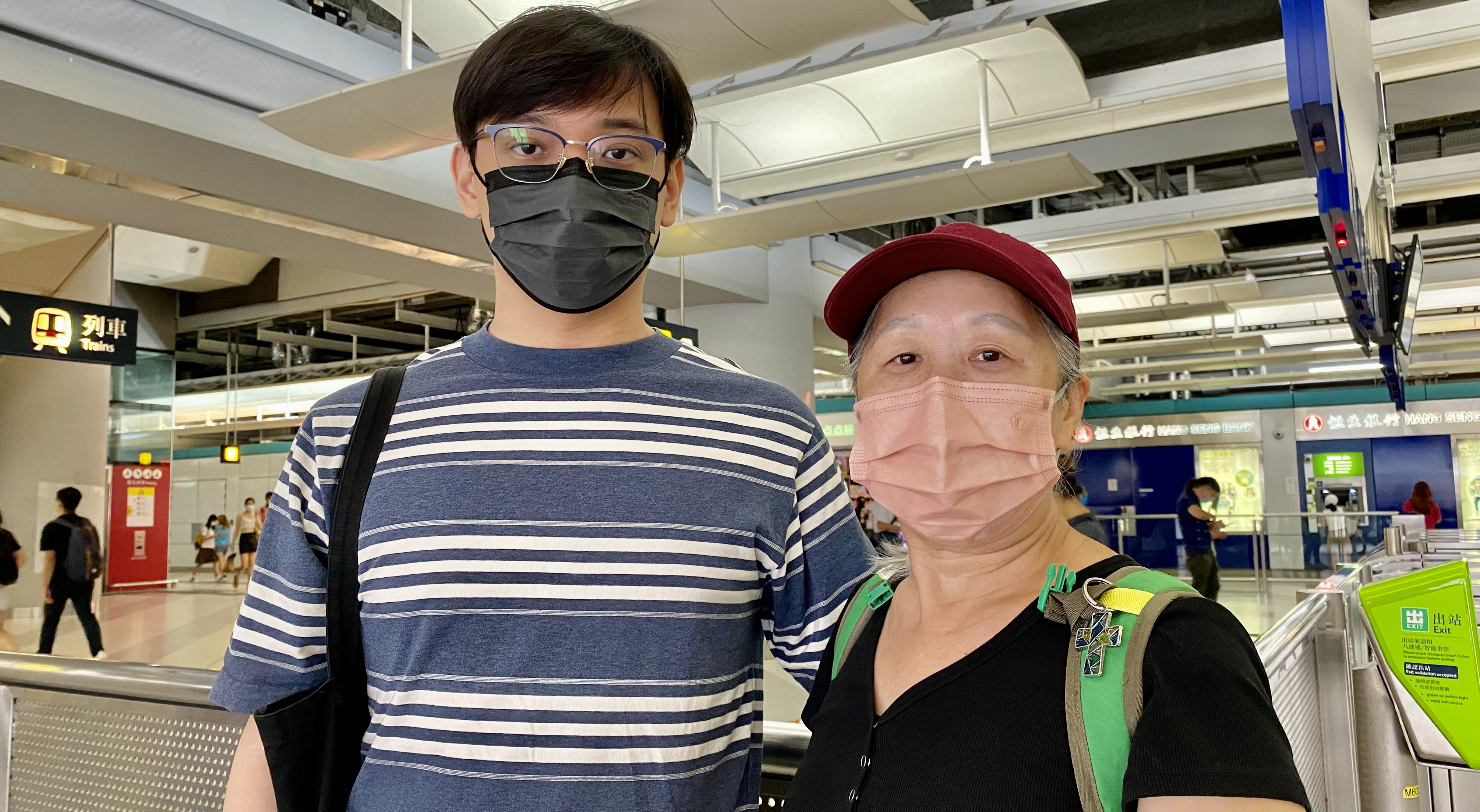
兩名在元朗襲擊事件中受傷的市民，蘇先生（左）、林婆婆（右）

襲擊事件造成數十人受傷，遇襲人士包括立法會議員、孕婦、抱着嬰兒的婦女、兒童、港鐵職員、《立場新聞》記者及《Now 新聞》的記者，傷者分別被送往屯門醫院、博愛醫院及天水圍醫院接受治療。醫院管理局表示，截至7月22日凌晨2點半，元朗襲擊事件中有36名傷者送院，31男5女，年齡18至64歲，其中1人重傷危殆，在屯門醫院留醫；另有4人嚴重，當中3男傷者在屯院，1女留醫博愛醫院，其他人情況穩定或已出院，未有傷者死亡。截至早上7時，公立醫院共接收45名因襲擊事件而受傷的人士。

## 事件歸因

### 三合會襲擊

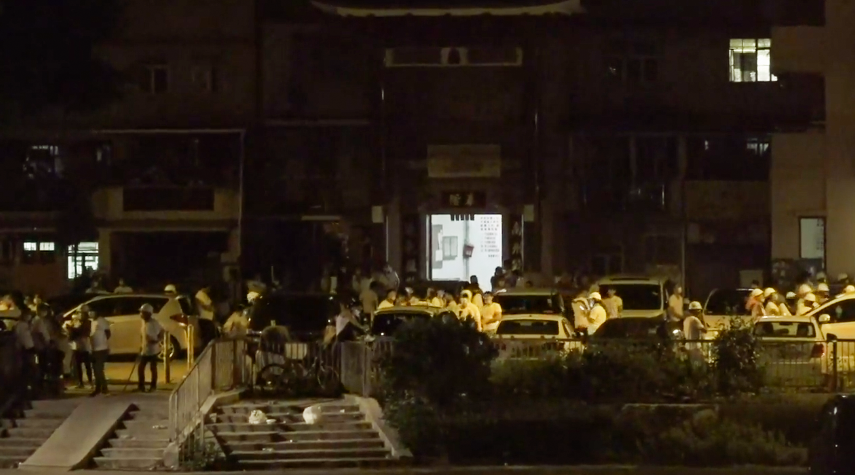
大批白衣人在元朗南邊圍村停車場聚集，而該村有三合會組織存在

元朗襲擊事件後，警察拘捕多名涉及襲擊人士，當中有部分人有三合會背景；《香港01》報導，襲擊事件後大批白衣人聚集的南邊圍村，村內三合會幫派以「和勝和」為主。香港城市大學有組織犯罪研究專家盧鐵榮向《美聯社》表示，元朗車站附近地區主要由「和勝和」、「14K」這兩個三合會團伙控制；而此次襲擊顯示，這或有可能是由三合會組織承諾有報酬、聚集元朗當地鄉民參加的行動；香港警察也證實了這個說法。有警察在法庭作供時，指元朗鄉事委員會在襲擊事件前「吹大雞」（意指「召集幫派兄弟」），以「保衛家園」。有意見認為，三合會組織此次襲擊「是為了謀取政治利益」。
2014年雨傘革命期間，有大批疑似三合會人士闖入和平示威者建立的佔領區，並且肆意毆打示威者，當時警察被指沒有阻止襲擊者的行為，甚至護送他們離去。牛津大學犯罪學教授瓦雷澤認為元朗襲擊與雨傘革命期間的三合會襲擊相似，攻擊的目標似乎是「不要死人，但要嚇跑民眾」、恫嚇抗議者。香港城市大學的研究指出，黑幫「可能找到新的角色，扮演不受歡迎的政策執行者，壓制民主抗議活動」。另外，盧鐵榮根據襲擊規模估計，組織此次襲擊所需要的報酬可能達到1000萬港幣，每一名襲擊者預計可以得到2000港幣的報酬。

### 「被挑釁」論

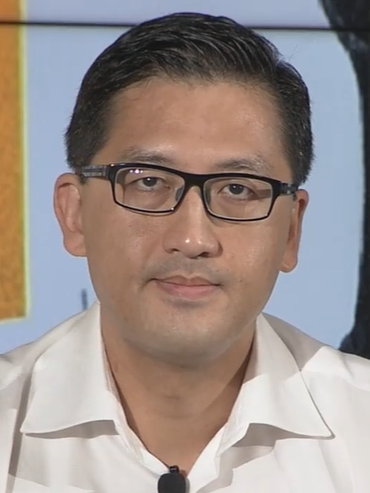
有建制派媒體認為元朗襲擊是由立法會議員林卓廷引起的

在襲擊事件後，有香港建制派人士和媒體提出「林卓廷帶領黑暴（指反修例示威者）攻入元朗，與白衣人爆發激烈毆鬥」的觀點。有元朗當地的村代表質疑林卓廷為何在深夜進入新界西，認為「不會有人在無緣無故的情況下遭到襲擊」，聲稱是有「死士故意演這一齣戲」。建制派媒體《文匯報》轉述不知名人士的說法，聲稱「林卓廷糾結200多名黑衣人到元朗生事，帶頭挑釁白衣人，導致雙方打鬥」。建制派立法會議員陳恒鑌稱「無見到何君堯有在元朗出現的蹤跡，反而見到林卓廷帶人走入元朗挑釁他人」，懷疑事件是林卓廷「自編自導自演」。
警察公共關係科高級警司江永祥接受《香港有線電視》訪問時，形容事件是有人「帶示威者進入元朗」。林卓廷批評江永祥的言論是「扭曲事實、散播謊言」。事後江永祥又表示其說法只屬觀察非結論，有關內容只屬訪問中的一小部分。2019年11月5日，藝人陳百祥和杜汶澤應港台節目視點31邀請對談政局，當談到元朗襲擊時陳百祥說「我們尊貴的林卓廷議員帶人入去，搗亂他人的家鄉」。在2021年2月24日，高級助理刑事檢控專員周天行在庭審中曾指控7月16日有示威者在元朗舉行放映會「引致」元朗襲擊，法官問是否資料證明後周回覆「沒有」並放棄此指控。
建制派媒體《點新聞》在22日下午發佈一條標題為「林卓廷帶隊挑釁元朗居民 『粗言侮辱』『消防喉水炮』樣樣齊」的短片，貼文稱林卓廷不停用粗言刺激侮辱元朗人，並直接拉出消防喉用水炮攻擊「元朗居民」，引致居民「反擊」；《端傳媒》查核後發現林的言論僅有「警察很快就會來把你們都抓了，你們這群混蛋（仆街），有種不要跑！」一句存在粗言穢語，並且其本人沒有使用消防喉。親建制派網絡媒體亦剪輯「黑衣示威人在上環換白衣」的短片，影射元朗的白衣人「實質為港島的示威者」；但有示威者因為擔心黑色衣服會導致其被警察鎖定，故多會更換衣服。在網上也流傳片段，顯示林卓廷「挑釁」白衣人；《香港01》記者查核後發現該片段是截取自林卓廷的網路直播，但當中許多片段被刪除，導致「林卓廷挑釁白衣人」的觀點出現。
2021年7月，7名白衣人被裁定暴動罪成；作出裁判的法官葉佐文在判詞中反駁被告對林卓廷「故意生事」的指控，認為林卓廷只是安撫市民，指他「向市民表示已聯絡警方，又呼籲市民不要與白衣人起衝突」，批評案中被告有預謀到場，因偏坦白衣人而指罵黑衣人及林。另外，在林卓廷到場前，元朗就已經發生多起白衣人襲擊事件，在元朗站已有一名女性市民被白衣人打得頭破血流。

### 「政府策劃」論

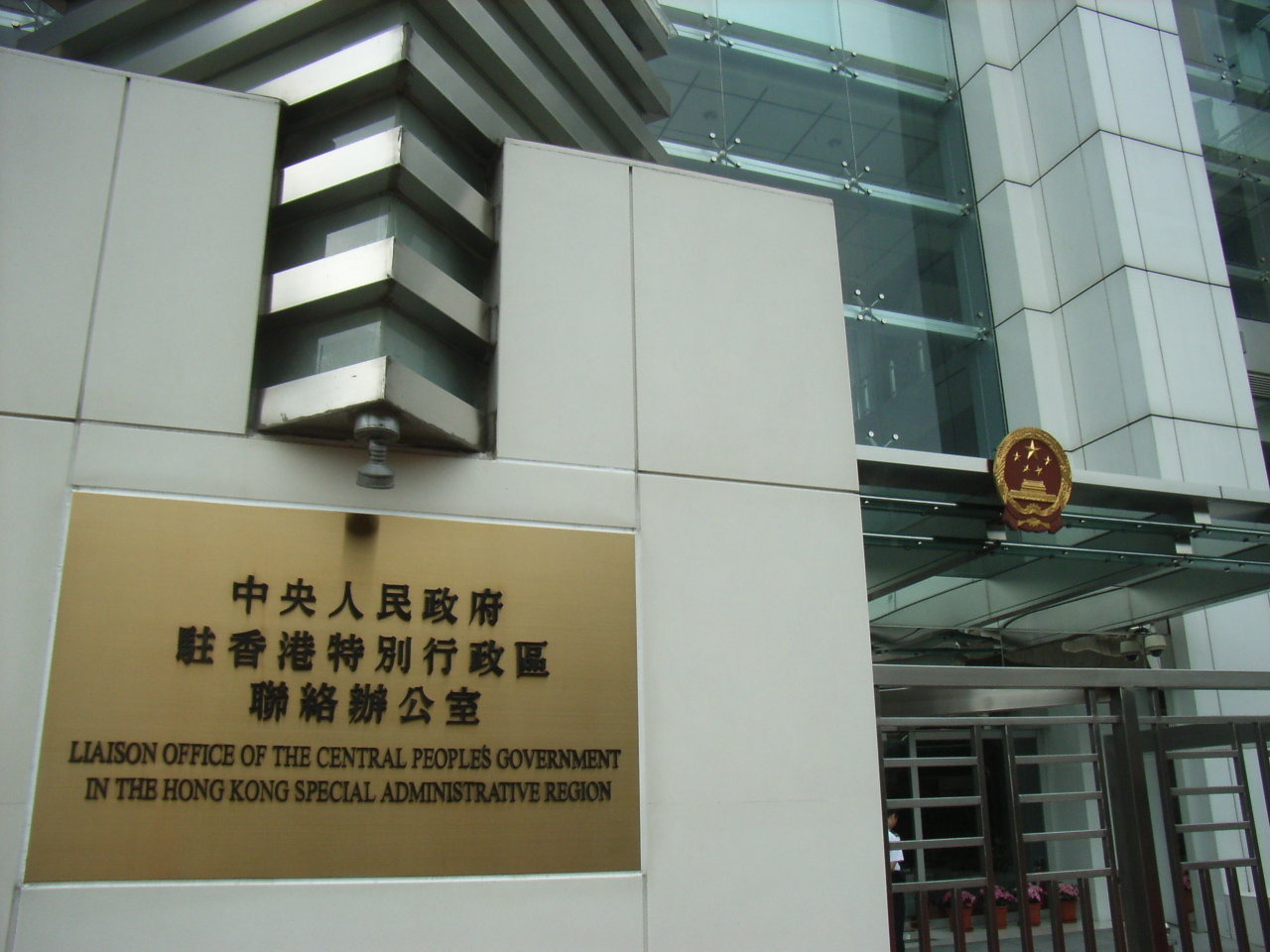
中央政府駐香港特區聯絡辦位於西營盤的大樓。台灣企業家曹興誠稱中聯辦策劃此次襲擊

中華人民共和國政府和香港政府使用三合會幫派成員來恐嚇示威者的歷史被認為「由來已久」，同時也被指控策劃襲擊事件。《自由亞洲電台》報導，由2名美國記者撰寫的書籍《Among the Braves》，提及到時任政制及內地事務局政治助理吳璟儁，和時任政策創新與統籌辦事處總監馮程淑儀在元朗襲擊前已經得知相關消息，書中聲稱吳璟儁曾於2019年7月20日在元朗鄉村參加宴會，更稱他提醒出席者「施襲時穿白衣」；吳璟儁對於上述指控均否認。《立場新聞》報導馮程淑儀在收到下屬通知元朗襲擊後，僅回覆「收到」、「見到，會跟進」，沒有進行任何動作。台灣企業家曹興誠在接受《德國之聲》專訪時說「中聯辦的人請我吃飯」，稱中聯辦的職員向他說「找一些流氓來、公安來，把他們（示威者）痛打一頓他們就乖了」，《德國之聲》記者鄒宗翰追問“中聯辦誰？”，曹興誠又說「不講了，那不重要。……我跟他們說，你們講真的講假的，怎麼可以做這種事情，7月21號的元朗就做了」。
2023年8月，白衣人之一的程偉明（64歲）被法庭裁定暴動和串謀傷人罪成後提出上訴，他在上訴庭陳述理由期間說「覺得是政府（香港政府）讓我們這樣做（去元朗襲擊民眾）的」，法官彭寶琴隨即打斷其發言，指庭上並非處理審訊、不容許被告發表個人意見，最終法官拒絕批出上訴許可。

### 政府和當局定性
包括林鄭月娥、李家超、盧偉聰和張建宗在內的香港政府主要官員在2019年7月，均譴責有人在元朗襲擊市民。但自從北京四中全會召開，決定要對港主調要變為「維護國家安全」後，香港當局對元朗襲擊的定調也隨之改變；2019年11月，即將升任警務處處長的鄧炳強接受《星島日報》旗下的《東周刊》專訪時，稱「有議員（指林卓廷）帶着一班黑衣人衝入去（元朗），令事件愈鬧愈大」，這是首次有政府官員聲稱元朗襲擊事件與林卓廷有關係；到12月底，江永祥同樣提到有人帶領示威者進入元朗生事的說法。
2020年3月，警務處處長鄧炳強再受訪，他在當時用「暴徒」稱呼用滅火筒噴向白衣人的民眾。5月，監警會報告，當中認為「市民對7月21日事件的觀感被誤導」，說「實際上是當時雙方都有大量參與者進行集體毆鬥引發」。到了2020年8月，警察拘捕元朗襲擊中遇襲人士之後，新界北總區刑事總部高級警司陳天柱見記者時稱「雙方（指白衣人和非白衣人）勢均力敵、旗鼓相當」，聲稱元朗襲擊事件是「衝突」而「並非無差別襲擊」，遭到批評是「扭曲歷史」。
在法庭審判期間，各個法官對於事件也出現不同意見。首宗白衣人被控暴動一案中，法官葉佐文認定白衣人喪失理智、對民眾發起無差別襲擊，同時也指出是白衣人先動手、黑衣人才還擊，更加形容「乘客的保護裝備是幾把雨傘，和勇敢地站在前排的年青血肉之軀」。2022年8月，次宗白衣人案開審，法官王興偉提到黑衣人作出「可被視作挑撥」的行為、令事件惡化，但也指出社會及法制不容白衣人以此為由進行「武裝結集」。
直至2023年10月，首宗針對非白衣人的暴動案件開審；法官陳廣池首次允許控方把元朗襲擊前發生的事件作為背景證據。而在2024年4月，首名非白衣人被裁定暴動罪名成立，法官李慶年指「不論暴力程度、使用武器程度及預謀程度，白衣人一方均比非白衣人一方嚴重」，但又說「非白衣人一方以武力還擊、以暴易暴，也要付出代價」。2024年10月，陳廣池裁定林卓廷等7名非白衣人參與暴動，認定「非白衣人暴動」並非提前籌劃、而是「包括林卓廷在內的一群人分別到元朗站抗衡白衣人兼蒐證，因雙方對峙、對罵及衝擊而使到暴動發生」：對於有被告以自衛為理由作辯護，陳廣池則聲稱其說法為「無稽之談、混淆黑白、指鹿為馬」，認為非白衣人的行為「挑釁及襲擊」白衣人激化對峙，留在閘內是支持鼓勵其他聚集人士、壯大聲勢。
對於閘內市民在事件時能否離開收費區，法官葉佐文認為何桂藍以及其中一位案中證人在出閘後即被白衣人圍毆，認為市民因為衝突而無法離開收費區；法官陳廣池則認為閘內人群各自未必相識，但相信「不少人糾集一起、有共同集體行動」，稱相信在襲擊事件發生時，不少閘內人士「並非路過，更不是害怕離開，他們的行為都有一定默契」，又指「不少人有亢奮的表情」，認為有人把襲擊事件發生時身處閘內區域的民眾都一概視為「受害者」，同時又指現場影像使「閘內的暴亂行為」可以清楚地曝光。
政府新聞處在2020年推出的《香港年報2019》提及到元朗襲擊事件，並且將其描述為「一群人在元朗站襲擊示威者和乘客」，被立法會議員林卓廷批評「扭曲史實」。

## 檢控
在襲擊事件發生後次日，警察在元朗及外圍地區以涉嫌參與非法集結為由拘捕了6名男子，其中一些人有三合會背景。8月23日，襲擊事件近一個月後，兩名白衣人被起訴暴動罪。直至2020年9月9日，累計有61人因涉及襲擊事件而被捕。
2020年8月26日，警察拘捕包括林卓廷在內的13名「非白衣人」，稱他們是「另一派別人士，涉嫌參與暴動」，指他們「參與衝突、作出挑釁」；遭到民主派人士批評警察針對被襲民眾的拘捕行動是顛倒黑白。
截至2025年2月27日，香港警察就元朗襲擊事件拘捕69人，當中22人被控參與暴動，14人亦被控串謀有意圖而傷人。法庭把元朗襲擊分為六個案件（白衣人佔4宗案；非白衣人佔2宗案）。被檢控人士之中18人罪成（10名白衣人；8名非白衣人），刑期介乎2年1個月至7年。
| 案件            | 被控告者                                                                                       | 控罪                               | 目前情況 （截至2025年7月21日）                                               | 參考                            |
| --------------- | ---------------------------------------------------------------------------------------------- | ---------------------------------- | ---------------------------------------------------------------------------- | ------------------------------- |
| 白衣人 首案     | - 審訊後定罪：黃英傑、鄧懷琛、吳偉南、鄧英斌、王志榮 - 主動認罪：林觀良、林啟明 - 脫罪：蔡立基 | 暴動 串謀有意圖而傷人 有意圖而傷人 | 審結 - 5人罪成 - 1人脫罪 - 律政司上訴得直，1人被發還重審，之後重新被裁定罪成 | [ 165 ] [ 167 ]                 |
| 白衣人 第二案   | 審訊後定罪：程偉明                                                                             | 暴動 串謀傷人                      | 審結：1人罪成                                                                | [ 165 ] [ 168 ]                 |
| 白衣人 第三案   | - 主動認罪：吳偉德、王浩昇、鄧兆雄、鄭文傑                                                     | 暴動 串謀傷人                      | 審結：4人罪成                                                                | [ 165 ] [ 169 ]                 |
| 白衣人 第四案   | 審訊後定罪：鄧嘉民                                                                             | 暴動 串謀有意圖而傷人              | 審結（上訴中）：1人罪成                                                      | [ 165 ] [ 170 ]                 |
| 非白衣人 首案   | 審訊後定罪： 林卓廷、庾家豪、陳永晞、葉鑫昇、鄺浩林、尹仲明、楊朗                              | 暴動                               | 審結（上訴中）：7人罪成                                                      | [ 165 ] [ 158 ] [ 171 ] [ 160 ] |
| 非白衣人 第二案 | 審訊後定罪：何贊琦                                                                             | 暴動                               | 審結：1人罪成                                                                | [ 165 ] [ 172 ]                 |

## 爭議

### 警察處理手法爭議
在襲擊事件中，香港警察被批評辦事不力、縱容白衣人襲擊元朗民眾，市民求助無門，甚至衍生出警黑合作的指控。:11

#### 事前情報和跡象
《華爾街日報》報導指香港警察反三合會行動組在襲擊事件前已經得知通訊軟件Whatsapp流傳著關於元朗可能會發生襲擊的訊息，形容警察對元朗襲擊計劃早已「瞭如指掌」。另外事前也有多名議員向警察通報襲擊傳言；元朗南屏區區議員黃偉賢收到朋友消息，指可能會有人動員生事，因此他隨即在20日通知元朗警民關係組，之後他又聯絡鄧姓警署署長，鄧警長聞言平靜、並且跟他說「已經有部署、有安排了，你放心吧」。元朗鳳翔區區議員麥業成在襲擊前已經收到相關訊息，並且於21日早上將其通知給警察，警察則回覆他「已經有所部署」；他在下午8時左右目擊大批白衣人聚集在雞地，因此報警並通知當地警署警長，警長向他說會派便衣警員到場；麥業成和警察最後一次聯繫於9時45分。
元朗襲擊前，有警員曾經在白衣人聚集地遊蕩。根據警員記事冊，早於晚上7時30分已經有警員偵察到鳳琴街附近的白衣人。晚上9時24分至43分，有市民目睹大批白衣人集結而三次報警求助，但一直沒有警員到場；《香港電台》翻查閉路電視，發現在9時29分有一輛警車到達白衣人聚集地，但沒有任何警員下車。另外有民眾發現有疑似便衣警員手持委任證在白衣人聚集地（鳳攸北街）不斷遊蕩，即使附近有白衣人手持攻擊性武器、其仍然不為所動。保安局局長李家超在香港立法會接受質詢時承認有警車三次行經雞地、並且警員見到有人聚集，但稱「警員沒有發現任何破壞社會安寧的行為」。

#### 市民求助無門和「無警時分」
元朗白衣人肆意襲擊民眾期間，有市民嘗試撥打緊急求助電話報警求助，然而均無法接通或被掛線，有民眾報警時聽到接線員說「害怕就不要出街」並被掛線；形點商場也在聲明中指出職員無法聯絡警察。而根據警察服務承諾，警察會在9秒內接聽一個999來電。之後警察在社交媒體Facebook發文表示新界北警區由7月21日的10時30分至翌日凌晨1時30分，共收到超過24000個求助電話，平均每分鐘超過133個；保安局局長李家超批評有人「在網上號召撥打緊急求助電話，刻意滋擾和癱瘓警方報案服務」，政務司司長張建宗出席記者會時稱7月21日當天撥出的求助電話「大部分都不是真的求助，而是純粹想『Jam（意為交通堵塞）』你個台」。2020年7月，《香港蘋果日報》取得警察內部「案件管理及調查系統」的案件通訊紀錄，提到元朗警區行動室曾作通知，稱元朗區指揮官已指示所有人員在元朗警署戒備，該紀錄更表示聲稱「警察不會處理任何求助電話」。《香港商業電台》主持潘小濤收到有自稱報案中心接綫生的訊息，指元朗警署落閘後停止接聽報案電話，導致俗稱「999報案中心」的指揮及控制中心接獲大量來電，但報案中心的人手嚴重不足、接綫生又被要求向報案市民稱「我們已經收到報案了，在處理中」，批評警察做法不當。
有民眾前往元朗警署和天水圍警署，要求警員出動阻止白衣人襲擊。在元朗警署，大批市民在警署內要求警察出動驅散白衣人，警員則要求市民「平心氣和」，又聲稱警方已經派員處理、但隨即遭到民眾反駁，最終警察把市民趕出警署並且拉閘。有民眾在晚上11時前往天水圍警署報案，警員表示元朗站不屬於其管轄範圍，因此拒絕派員前往、說「元朗站已有警員」，之後又突然落閘。警務處處長盧偉聰回應警署基於安全原因而落閘；《端傳媒》向香港警務處查詢有何指引允許警員關閉警署大門，但是未獲回覆。元朗警區副指揮官陳漢銘指警署雖有落閘，但是留下了一道鐵門打開。

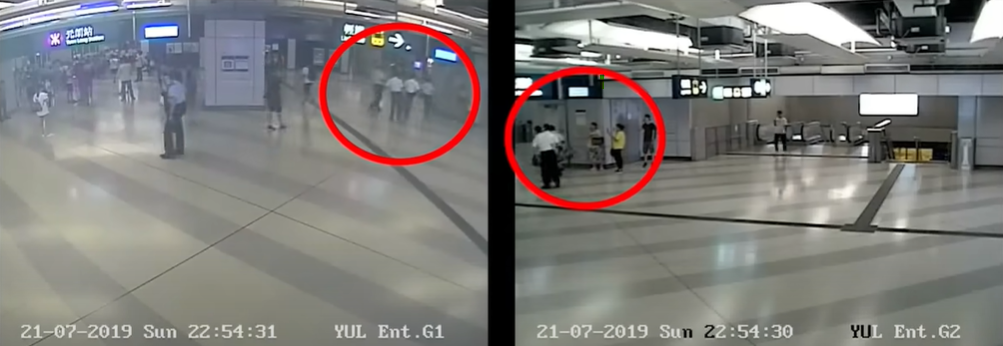
閉路電視拍攝到有警員於10時54分到達元朗站，之後警察從G2出口撤退，白衣人隨即開始襲擊民眾

民眾報警後，警察也遲遲沒有到場、或者直接離開。在10時52分，市民拍攝到有兩名持槍警察在白衣人再次襲擊前從元朗站離開；根據警察提供資料，報案中心在10時41分接到首宗報案，在10時52分、一輛巡邏車和3名警員到達元朗站，他們在評估形勢後認為自己無法應付情況，向總部匯報「人手不足、請求支援」後便撤退。此後直至11時15分至20分，大批警員才現身元朗站，這與首宗報案時間相差近40分鐘，中間的這段時間被稱為「無警時分」，與警察服務承諾下的15分鐘相差甚遠。警務處處長盧偉聰出席記者會時解釋，當時警察在9時55分至10時22分接獲3宗打鬥（元朗區內）及1宗火警（南生圍一個電箱起火），而區內全部3部衝鋒車均在執行任務；《香港電台》之後向警察查詢4宗案件調派的警員數量，但一直未獲回覆。另外在車站控制室內亦有警員駐守；審判期間一名盧姓警員作供，指其在襲擊事件發生期間有向警區行動室報告十餘次，但只獲答覆「我們已經知道啦」，表示「我不知道（行動室）在想什麼」。
盧偉聰也指7月21日同晚有暴力衝突發生在上環，因此需要從新界北警區調派人手處理，然後再派員到元朗戒備，因此「造成人手不足的問題」；根據警察2017年年報，元朗警區共有990名警員、為全香港警力第二多的警區，因此也被質疑為何不夠警力進行調配；而在2018年成立、隸屬於鐵路警區的鐵路應變部隊也沒有到達元朗站現場。《有線新聞台》指警察也早在7月20日已經得知元朗襲擊相關消息，然而多支警察部隊在7月22日凌晨才調回元朗；該媒體之後向警務處查詢，為何警方當晚不在元朗預留警力，但同樣沒有獲得回覆。2019年6月，反修例佔領行動前一天已有大批警察進駐港鐵金鐘站、並且對可疑的青年人逐一搜查；有意見認為反修例佔領行動和元朗襲擊中警察的處理手法明顯大相逕庭。

#### 警察勾結襲擊者指控
警察也被控在事件中與襲擊者勾結。7月22日凌晨，有影片顯示八鄉分區指揮官李漢民在向記者發表「你這樣做我是不會怕」的言論之後，親赴前線與白衣人談話；片段顯示白衣人憤怒地說「我再斬，他們（遇襲民眾）就慘了！」，但李漢民不但沒有拘捕白衣人，反而滿臉笑容地安撫對方說「哥們的好意我們心領了，但我不想大家的幫忙令我們（警察）辛苦」，之後雙方勾肩搭背。有在元朗工作的地產經紀在凌晨12時18分左右目睹有警員上前關心白衣人，並且與其攀談；傳媒人柳俊江向10名新界原居民、退休警員和三合會人士查詢，他們均表示有收到訊息指「即使元朗當晚（7月21日）發生任何衝突，警察於30分鐘內都不會到現場處理」。區議員杜嘉倫和黃偉賢在7月22日凌晨1時駕車到朗樂路與青山公路交界時，看見有白衣人向警察揮手並大叫「阿Sir（警察），我們支持你呀，有什麼需要我們幫忙的話隨時說」。
警察在11時15分到場時白衣人剛好離場、兩方交替現身，白衣人離開時被目睹持有大量武器，但警察沒有上前阻止或者攔截。在兩輪襲擊結束後，大批白衣人集結在南邊圍村，有傳媒拍攝到2名防暴警員到場與2名手持木棍的白衣人交談，交談期間有防暴警員以左手放在白衣人左邊膊頭上，2名白衣人及後轉身離開，過程中警員未有作出拘捕行動。

#### 陳天柱言論

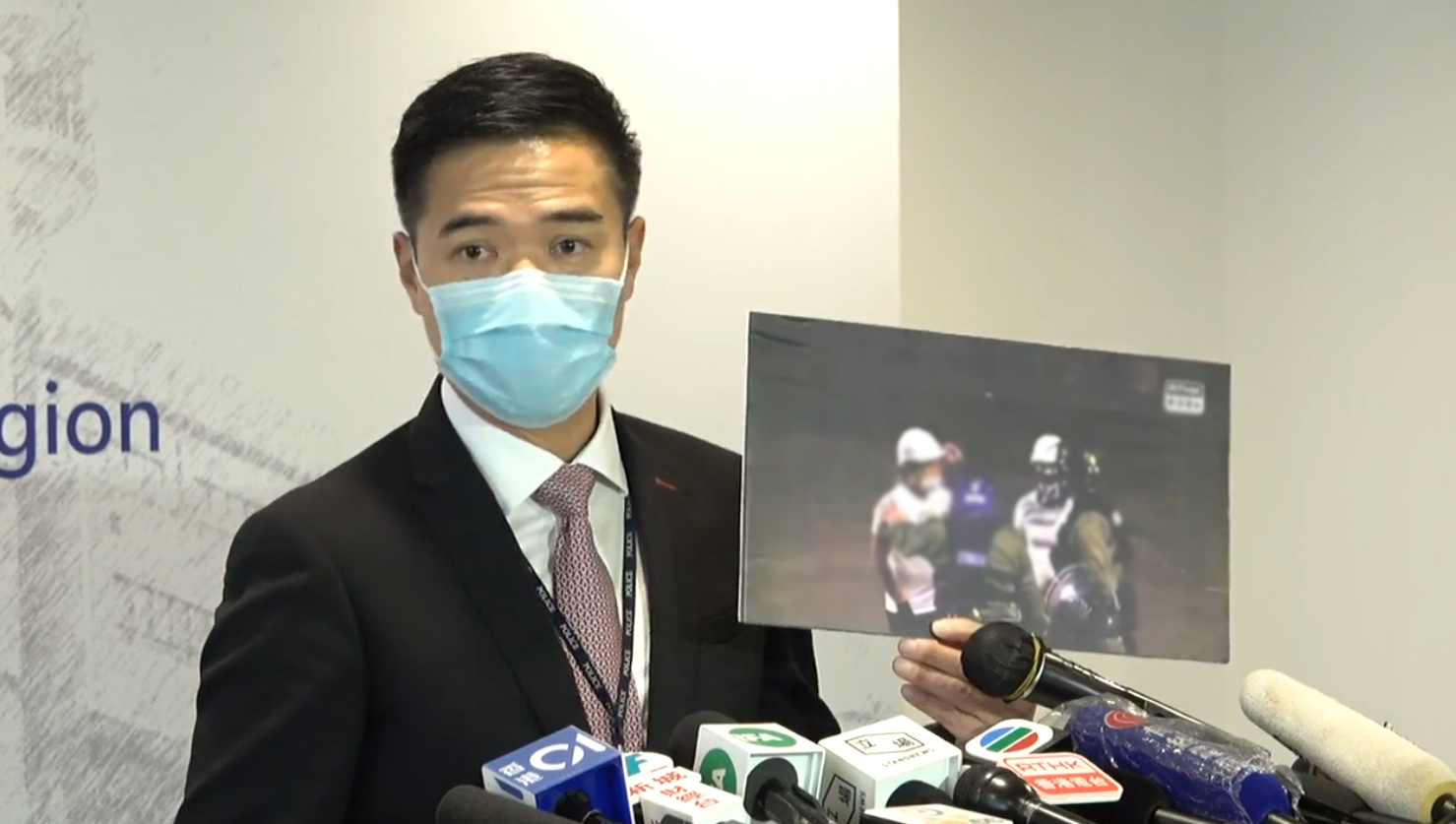
高級警司陳天柱展示由香港電台拍攝的圖片，稱警員是推白衣人並指令其離開，又聲稱元朗襲擊不是針對民眾的無差別襲擊

警察新界北總區總部高級警司陳天柱在記者會上稱兩名向白衣人「拍膊頭」的警員「實際上是在用手推白衣人，命令其離開」，又認為當時警察拘捕任何一方「都會使衝突惡化」。陳天柱又指警察只用了18分鐘便已經到達現場；《事實查核實驗室》經過查證後指其說法為錯誤資訊。《求驗傳媒》發現陳的說法曾經出現在一段名為「平反元朗黑夜」（由「Truth-hk.com」所製作，第一版）的影片，同時也發現「Truth-hk.com」推出的第二版影片中與警察的說法有出入。同時陳天柱也聲稱元朗襲擊是「持不同意見派別人士的對峙及聚集，演變成的暴力衝突事件」、「雙方勢均力敵」，稱無差別襲擊是「不正當的描述」，並且再次提及林卓廷與事件的關係。
《信報財經新聞》的社論指陳天柱形容「雙方（白衣人和非白衣人）勢均力敵」與公眾的觀感相距甚遠，指當時雙方武力並不對等、而監警會報告也多次指出白衣人在元朗站月台上無差別襲擊民眾，批評其言論令到是非黑白更加混亂、火上澆油。香港民主派人士批評警察否定元朗襲擊為無差別襲擊的行為是篡改歷史、指鹿為馬，立法會議員毛孟靜指陳天柱的說法「荒謬絕倫」。

### 監警會報告

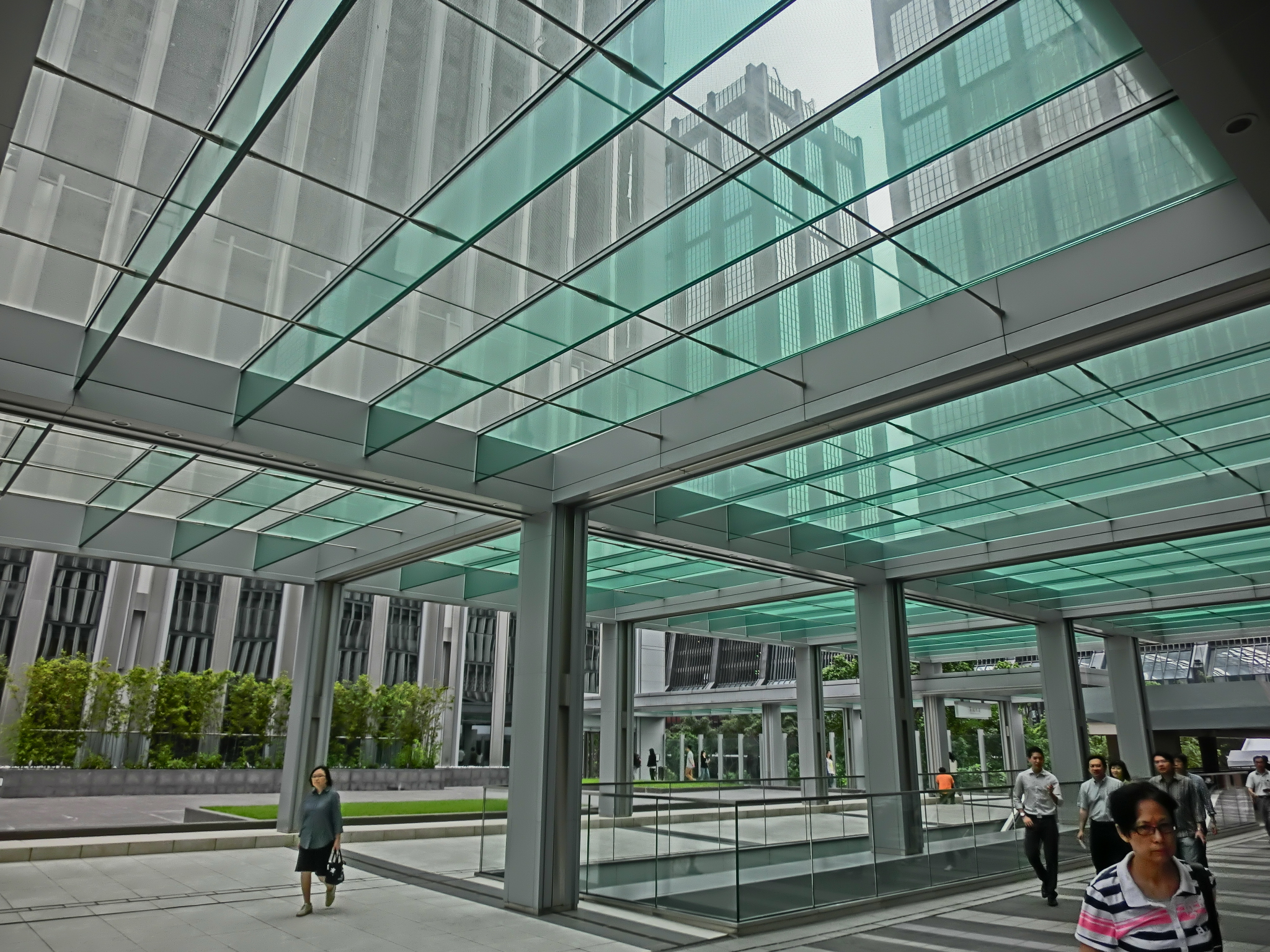
灣仔華潤大廈，監警會辦事處所在地

2020年5月15日，獨立監察警方處理投訴委員會公布針對警察處理反修例運動的手法之報告，報告中向警察提出52項建議，也提及了元朗襲擊事件。在報告發表前，有監警會海外專家成員批評監警會權力不足，建議成立獨立調查委員會調查事件，之後海外專家團退出決定退出撰寫報告的工作。監警會指調查報告旨在釐清事實，並非調查任何投訴或個別警員在行動中的行為；又認為襲擊事件中不涉及「警黑勾結」，稱監警會憑「大場景」判斷警察當時只想「調停黑衣人與白衣人」，指警員「拍膊頭」舉動是想推白衣人回南邊圍村。在報告中，監警會建議「警務處日後要及時搜集情報及加強公眾溝通警察」、指警察「錯失介入良機」，遭到事件中遇襲者批評「警察不是沒有及時了解情報，而是沒有理會情報」。
監警會報告同時指「有人在網上呼籲在7月21日於元朗舉行集會以抗議早前發生的放映會衝突」，並且附上一張「得元朗、得天下」的標語照片，並且註明來源為連登討論區。《立場新聞》通過使用香港大學新聞及傳媒研究中心的社交媒體數據庫調查後，發現放映會衝突有網民在連登討論是否應該在21日於元朗發起示威，但主流聲音堅持在港島舉行；而「得元朗、得天下」的標語照片被發現首次出自於一個名為「風中微塵」的新浪微博帳戶，之後在連登附上「得元朗、得天下」標語照片的貼文均用於澄清該圖片為假消息，與監警會報告的說法不相符。監警會專案督導委員會成員陳錦榮承認沒有詳細調查圖片的來源、是誰製作，指出這是因為調查權缺乏所致使的。
報告稱元朗站「有黑衣女子使雨傘襲擊白衣人」，《集誌社》在2023年7月取得多段元朗站閉路電視片段，發現監警會的說法並不存在。另外該報告多次形容元朗襲擊是「白衣人與黑衣人的衝突」，又將元朗站閘內區域的民眾統稱為「黑衣人」，《傳真社》翻查當時的直播片段，發現閘內區域的民眾穿有各種顏色衣物，林卓廷到達車站了解情況時、與其談話的市民也分別穿著綠衣、深藍衣及黑衣；同時也查證了報告的其他錯誤說法，如白衣人的襲擊對象明顯不限於黑衣人、除了黑衣人之外也有非黑衣人打開雨傘、以及報告中對林卓廷的說話對象描述錯誤。

### 事件性質爭議

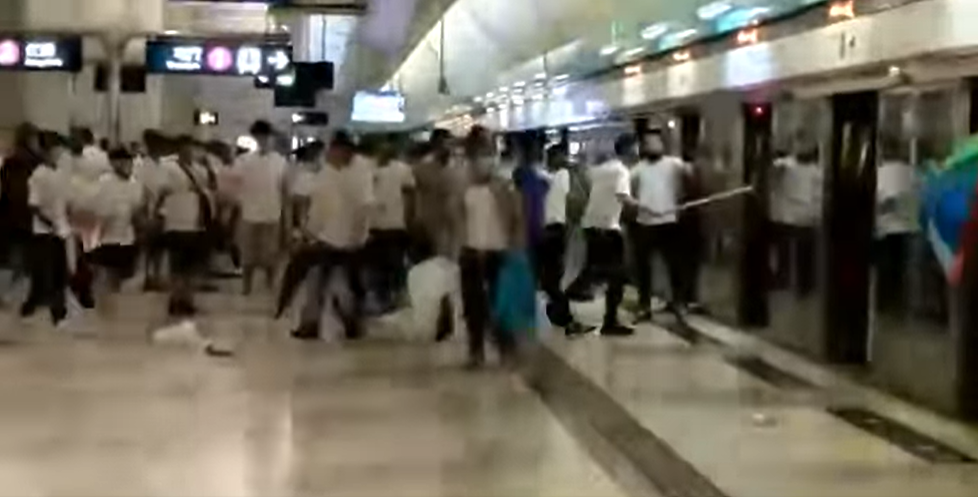
持械白衣人在元朗站上層月台襲擊民眾

此次事件引起公眾對元朗襲擊是否可以被定性為恐怖襲擊的討論。香港法例第575章「聯合國（反恐怖主義措施）條例」訂明，只要「作出或恐嚇作出行動」，有「導致針對人的嚴重暴力；導致對財產的嚴重損害；危害作出該行動的人以外的人的生命」意圖，而且目的是為了「威嚇公眾人士或部分公眾人士」，基本上都可以落入恐怖主義的定義。《茶杯雜誌》報導表示在香港本地的定義之下，元朗襲擊可理解為恐怖襲擊，但同時也指出國際學術界對於恐怖襲擊的定義尚未有共識。不同司法制度、司法管轄區或政府機關對「恐怖主義」均有不同的定義。
襲擊事件後，不斷有傳言指控警察與襲擊者勾結；台灣反恐學者侍建宇指出「如果有證據顯示施襲者與警察合作的話，元朗襲擊則應該被視為國家恐怖主義下、政權使用代理人（指白衣人和三合會）恐嚇平民，從而符合恐怖襲擊的定義」。香港立法會議員區諾軒以及其他民主派議員也認為如果元朗襲擊被描述為恐怖襲擊，應該被定性為國家恐怖主義。
香港國際關係學者沈旭暉在社交媒體上發文，認為元朗襲擊屬於針對平民的無差別恐怖襲擊，因為其符合相關定義。《AM730》的社論指出國際間的恐怖主義特徵繁多，認為沈旭暉的說法只抽取其中四個定義就作定論，相關學者可能會稍嫌粗疏。香港浸會大學新聞系助理教授杜耀明撰文，認為元朗襲擊事件屬於「狼群式恐怖主義」，是嚴重破壞社會秩序和安寧的惡行。時事評論員黃世澤認為元朗襲擊符合美國法律對於恐怖主義的定義，即包括「有預謀」、「有政治動機」、「以非戰鬥人員為目標」和「由特工或地方團體發動」。

### 港鐵處理手法

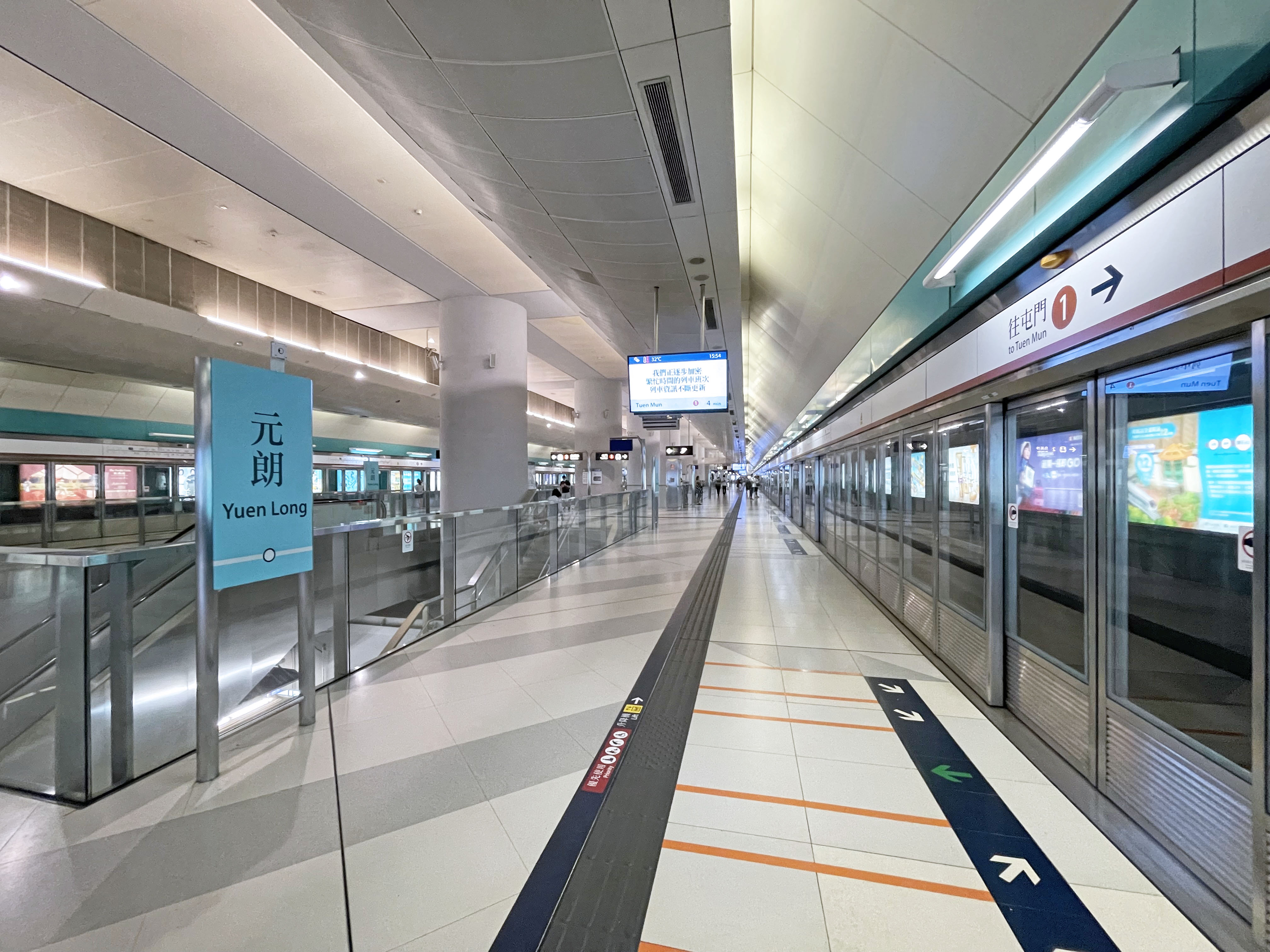
元朗站1號月台

在襲擊事件中，營運元朗站的香港鐵路有限公司被批評反應遲緩、沒有在其管理範圍內採取充足的保護措施。港鐵回應事件時，表示車站職員在7月21日晚上10時45分發現有人爭執、並且在10時47分報警，然而在10時40至44分間車站內已經有市民遭遇襲擊、血漬遍佈車站地面。有港鐵職員在法庭上表示因為怕「騷擾」到警員，因此沒有向駐守車站的警員求助，承認工作情況混亂。針對非白衣人的審判期間，第7被告作供指港鐵職員多次拒絕離開客戶服務中心、沒有向受傷民眾提供協助。
在晚上11時，白衣人衝上月台上層襲擊躲藏在列車的民眾。當時一列停泊在元朗站1號月台（往屯門方向）遭到白衣人襲擊，但當時列車總共停留近18分鐘，因此被質疑為何遲遲沒有駛走。事件後有社交媒體流傳襲擊當晚涉事列車車長與超級車務控制中心的對話內容，內容顯示車門因被堵塞而無法關閉，車長要求元朗站職員協助，車站職員卻回覆到「這列車不安全呀！我被別人打了！你懂嗎？」；同時有乘客按動緊急通話器、緊急掣及不斷敲打駕駛室分隔門，車長則按照車務控制中心的指示，要求乘客下車並且繼續嘗試關閉車門。
在法庭審判期間，駕駛前述列車的車長作供指接到控制中心指示清客；但之後車長聽到有乘客拍打駕駛室大門並且大叫「有人打人」，而控制中心則繼續指示車長清客。車長在駕駛室外望向車尾，發現月台有白衫人聚集，但距離太遠而不清楚情況；而駕駛室內的屏幕也因故障而失效，車門繼續被堵塞而無法關閉。車長又說列車在緊急掣被啟動的時候無法開車、需要手動重置方可，但之後港鐵工程師作供時指出所有緊急掣已經被重置。法官陳廣池驚訝並質疑控制中心任由「車長和乘客自生自滅」。

### 何君堯相關爭議

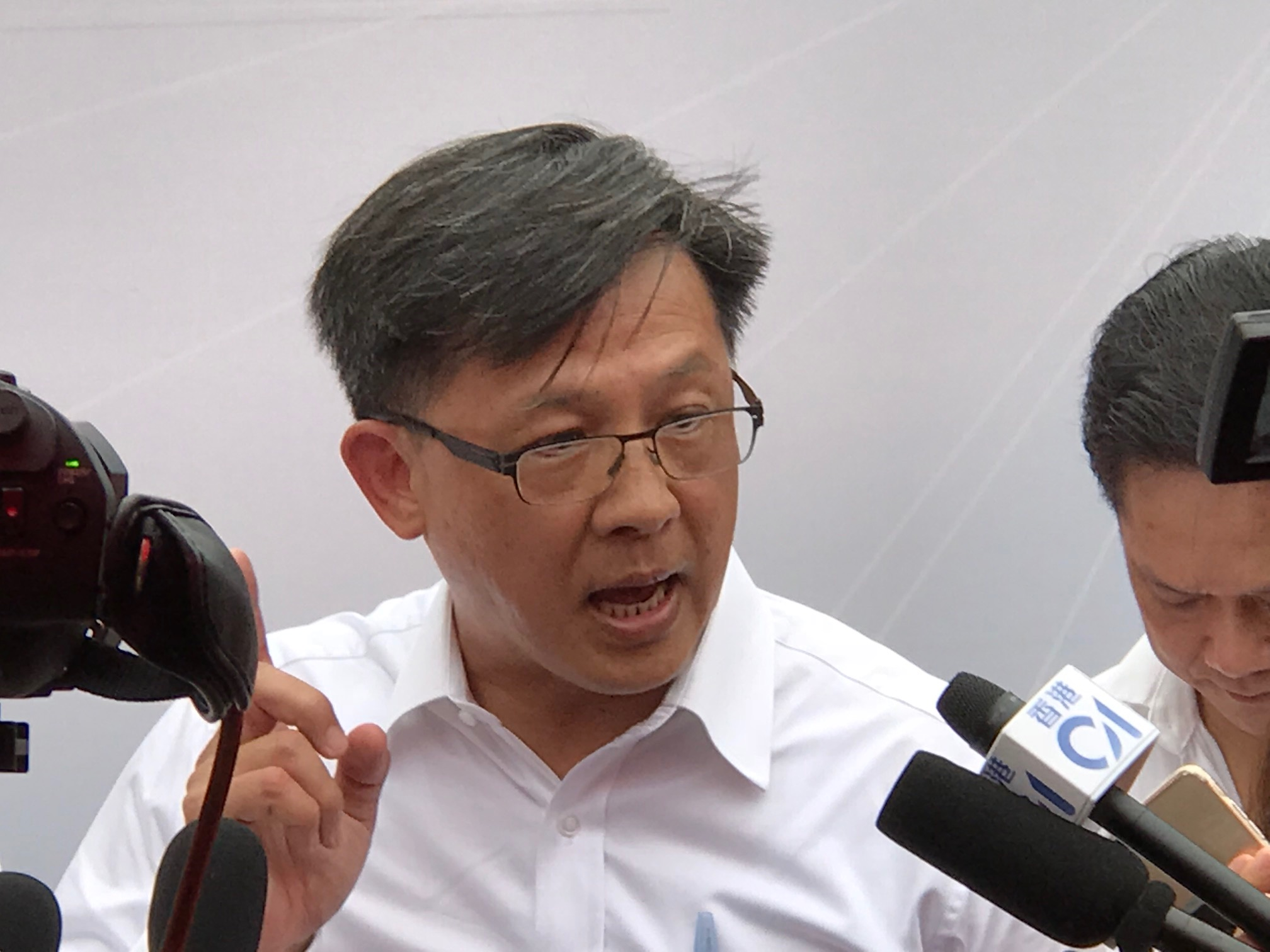
立法會議員何君堯在襲擊事件當晚與白衣人握手，引發民眾質疑

在襲擊當晚，網上流傳影片以及《香港電台》調查報導顯示立法會議員何君堯於晚上約10時在元朗鳳攸北街向白衣人打招呼，獲熱烈鼓掌。何君堯更與白衣人握手合照留影，並豎起拇指，聲稱白衣人「你們是我的英雄」，更向一名白衣人表示「辛苦你啦」，對方則回應「不辛苦」，導致民眾懷疑何君堯與白衣人之間存在關係。其亦被指長期以來「與元朗的地方派系頗有往來」，《大紀元時報》報導稱何君堯在當時正在擔任有三合會背景的親共組織香港青年關愛協會之榮譽會長和法律幹部；何君堯在事前於社交媒體提出「要把進入元朗的示威者打得片甲不留」之言論，也引發爭議。
當何君堯和林卓廷共同出席香港電台節目《視點31》時，林卓廷多次質疑何君堯為何與白衣人握手，並且在場展示相關片段截圖；何回應時笑指「就算那個人是你父親，我也會跟他握手！」，反指林卓廷「曾多次帶領黑衣人生事」，又說「你（林卓廷）在11時入來元朗幹什麼？」。另外，當日陪同何君堯握手及離開的白衣人（黃四川）為何君堯的競選助理，他在之後被拍攝到曾經出現在元朗站襲擊現場，並且拍手；黃四川其後被捕，但最終沒有被起訴。何君堯又聲稱白衣人的舉動是為了「保家衛族」，並且對於被定罪的白衣人表示同情。
香港律師會之後接獲針對何君堯專業操守的投訴，該會表示會嚴正檢視投訴，不排除會交予律師紀律審裁組處理。嶺南大學發表聲明與何君堯切割關係，元朗公立中學校友發起聯署要求何君堯辭任校董，何君堯的母校皇仁書院的舊生會收到舊生要求剝奪何君堯的會籍，舊生會則強調會跟進事件。有賽馬及評馬界代表，發起聯署要求香港賽馬會取消何君堯的馬會會籍，以及將他的名下賽駒即時退役。有網民在「我們人民」網站發起聯署，要求美國政府禁止何君堯及其親屬入境美國，期間有逾10萬人參與聯署。

## 反應

### 香港政府及當局
香港特別行政區政府在7月22日凌晨發出聲明、同時提及上環及元朗的暴力事件，譴責有人在元朗聚眾襲擊民眾、「引起衝突」。行政長官林鄭月娥及時任警務處處長盧偉聰聯同多位司局長在同日下午3時召開記者會，先譴責衝擊中聯辦事件，之後才談及元朗襲擊事件；林鄭月娥指元朗發生「令人震驚的暴力事件」，表示會全力追究責任，又對傷者、傳媒工作者表深切慰問。有記者向林鄭月娥發問，特區政府首先譴責示威者塗鴉國徽、之後才提及到元朗襲擊，「是否覺得塗鴉國徽比元朗市民人身安全更重要？」；林鄭月娥稱示威者污損國徽，「踐踏一國兩制、對香港的傷害更加大」。
警務處處長盧偉聰表示「警察一向與黑社會勢不兩立，部分惡意言論抹黑警隊與三合會勾結，是所有警察都不能忍受的抹黑」。
記者會上群情洶湧，有記者問林鄭月娥為何在襲擊當晚沒有現身，又質問她「睡得著嗎？」。當林鄭月娥轉身準備離去時，更有記者質問她「有否想過自己死後會落地獄」。《立場新聞》指林鄭月娥對於元朗襲擊所使用的措辭，也有別於先前記者會多次譴責反修例運動是「暴動及形容示威者是暴徒」；當時有記者當面指出元朗襲擊可以被定性為「恐怖襲擊」時，但林鄭月娥拒絕歸類元朗襲擊為暴動，也沒有提及襲擊者是「暴徒」。
直至7月26日，政務司司長張建宗在記者會上承認警察在襲擊當晚的處理方式與市民的期望有落差，並且公開向市民道歉，同時也首次使用「暴徒」一詞稱呼施襲者。但張建宗之後遭到香港警察隊員佐級協會質疑其「能力不足」，要求他「退位讓賢」，也有大批警員匿名「譴責」張建宗。
與居民安全相比，香港政府對污損國徽更重視這點影響了當地民情。其作為也引起政府公務員的不滿。7月25日，超過400名行政主任發起聯署，要求政府正式撤回《逃犯條例》修訂草案及成立獨立調查委員會，同時認為元朗襲擊為「無差別恐怖襲擊」，說有關行動是「要製造恐慌，圖令市民噤聲，惶惶不可終日」；聯署信也對行政長官林鄭月娥處理元朗事件的手法深表遺憾，又斥責警務處處長盧偉聰表現毫無承擔，解說令人「無言以對」，指警察「沒盡保護市民之責」，又指控警察「有勾結暴徒之嫌」。7月26日，284名來自逾44個政府部門的公務員發公開信，要求政府回應五大訴求，批評政府依然故我、拒聽大眾聲音，並且批評警察在元朗襲擊中未有及時派員到場。

### 政界
香港民主派人士及組織普遍對襲擊事件表示譴責。襲擊事件發生後翌日，包括林卓廷在內的24名民主派立法會議員發表聲明，批評警察在事件中嚴重失職，令「元朗淪為三合會管治、無法無天」，指事件令人髮指，聲明說「更有穿着另類制服的社團人士執行自己一套法律的聯想，而警黑合作之嫌疑，更是鋪天蓋地」，質疑政府「未來可能借此事件實施戒嚴以鎮壓示威」。香港公民黨譴責元朗襲擊，批評警察失職、指警察「仿如與三合會協調好一樣，不單有在場警員轉身離去，警察到場後竟讓大批疑似襲擊者離去」，同時促請政府回應五大訴求、勿倚仗警隊武力和三合會暴力處理民怨。立法會議員區諾軒指出襲擊事件已經造成社會恐慌，呼籲林鄭月娥政府停止「重複譴責」並且面對問題本質，批評林鄭月娥在7月22日記者會上提出「國家象徵比人命重要」的言論只會令到民眾怒火加劇。
民主黨在7月24日召開記者會，與事件中的遇襲傷者講述事發經過，直指白衣人的暴力行徑與恐怖襲擊無異，又指何君堯和建制派媒體試圖扭曲事件，並要求何君堯道歉及追究警方蓄意不履行職責的責任。
中國全國政協副主席、前行政長官梁振英在社交媒體Facebook發貼文，譴責元朗襲擊中對市民實施襲擊的暴徒，呼籲停止一切暴力行為。建制派和鄉事派方面，則將元朗襲擊視為「兩派衝突」；如新界鄉議局便在聲明中指元朗襲擊是「兩批持不同政見的人，語言挑釁辱罵蓄意引起事端」，導致演變成毆鬥場面、令無辜市民遭殃，但其同時促請警察嚴肅跟進事件。民建聯立法會議員、新界社團聯會會長兼前元朗區議會議員梁志祥稱林卓廷在襲擊事件中「火上加油」，導致「原本只是對罵的場面失控、另一批人衝進地鐵站攻擊市民和記者」。與白衣人握手的立法會議員何君堯，聲稱有反修例示威者進入元朗「生事」，而白衣人則是「為了保家衛族而反擊」。
工聯會立法會議員黃國健指元朗襲擊「事出必有因」，認為元朗襲擊事件是由於「近日在18區出現示威遊行、令警力部署受到牽制，以及反修例運動中的暴力示威者激化社會矛盾所致」。自由黨促請警方跟進事件緝拿兇徒，並希望香港社會各界立即停止暴力，不要讓仇恨和報復的心態繼續滋長。
上水鄉事委員會主席侯志強表示，年輕人的訴求完全是衝著政府而去，並非針對新界原居民權益，雙方（反修例示威者和鄉民）之間「不可能有衝突」。他又形容，元朗襲擊事件是「別有用心的人，刻意將把鄉黑與新界人牽連」。

### 香港社會各界

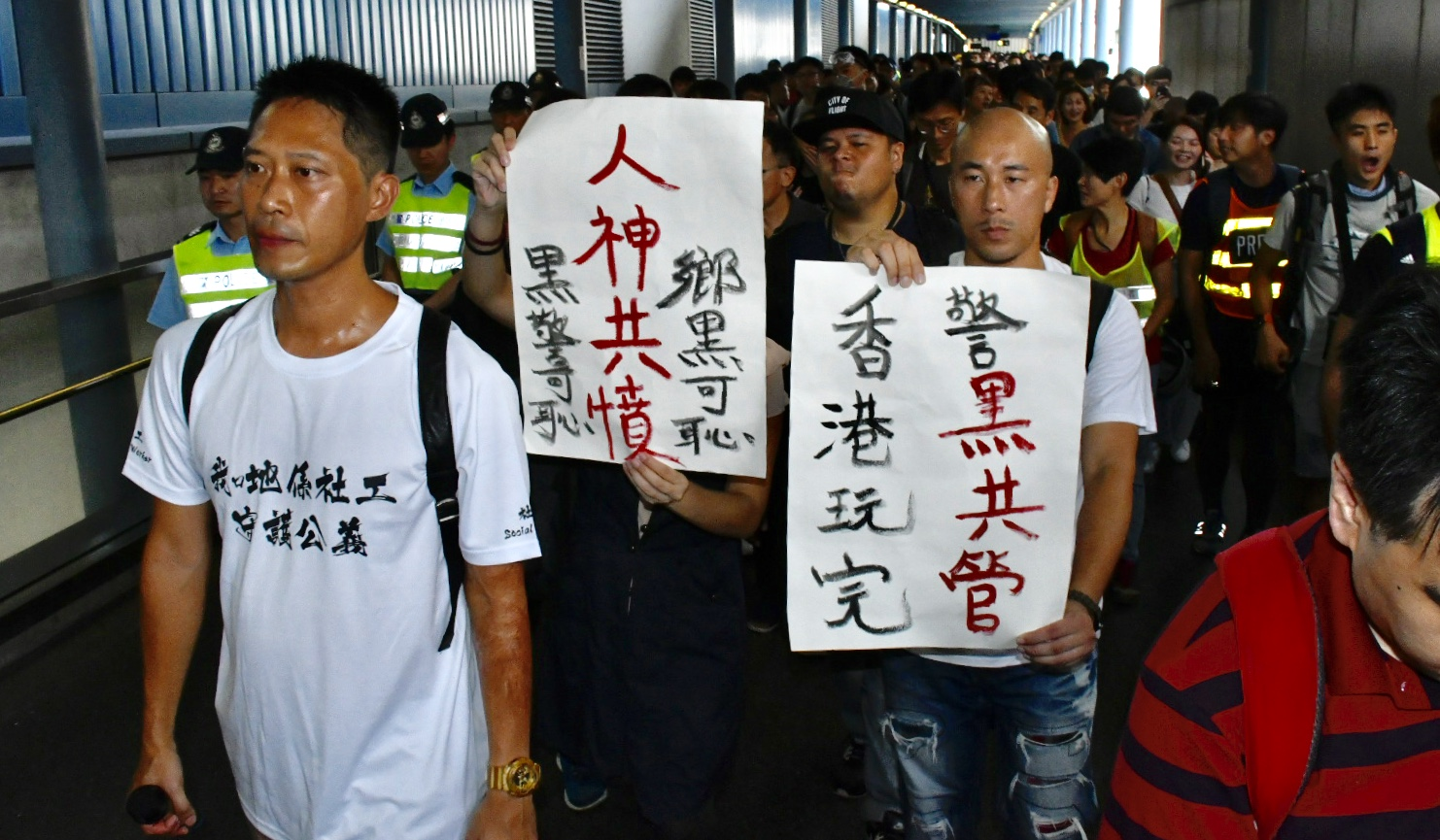
約600名社工及市民於7月22日早上遊行到元朗警署，抗議元朗襲擊

舉行7月21日反修例遊行的公民團體民間人權陣線在襲擊事件後發表聲明，強烈譴責元朗有白衣人襲擊市民、指白衣人「儼如中國城管」，並且批評警察在元朗不執法、縱容白衣人襲擊記者及市民。法政匯思、杏林覺醒、前線科技人員等合共23個專業團體發表聯合聲明，譴責警察疏忽職守，要求警察交代遲到原因、並且向公眾致歉。香港大律師公會發表聲明，譴責元朗襲擊事件，斥事件中襲擊民眾的白衣人是一群「有組織的不法之徒」，同時又呼籲成立成立獨立調查委員會。國泰航空工會也在社交媒體發文表示強烈譴責元朗襲擊，並在7月26日在香港國際機場一號客運大樓舉行和平集會，並強調，此活動為「純自發、非機場局、非任何航空或機場公司、非工會、非罷工」。
有醫學和教育界人士在網上發起聯署，批評政府在記者會上的言論是在「淡化元朗白衣人行為、扭曲事實，彷彿是雙方衝突」；而截至7月22日中午1時，已有逾3,000人聯署。前線醫生聯盟發表聲明譴責元朗襲擊，指「白衣暴徒」於元朗站對途人無差別施襲，批評其行為「泯滅人性」、為市民帶來恐慌；聯盟又指，感謝緊守崗位的消防員和救護員，希望「政府能順應民意，作出適當行動，以平息平民怨憤，避免撕裂加劇」。香港社會工作者總工會、社工復興運動等組織發起遊行到元朗警署，同時對元朗襲擊表示譴責。
Now新聞台譴責襲擊事件，且指其攝影師遭到白衣人襲擊。傳媒界組織香港記者協會、香港攝影記者協會、獨立評論人協會和香港新聞行政人員協會對元朗襲擊中有記者受傷表示強烈譴責，要求警方拘捕施襲者，強調襲擊和恐嚇正在採訪的記者之行為，是對新聞自由及言論自由的嚴重威脅。約30名香港外國記者會成員和新聞從業員，於7月23日在中環下亞厘畢道香港外國記者會會址外默站，抗議白衣人在元朗襲擊中毆打記者，指事件「令人心寒」。
香港總商會發表聲明譴責襲擊事件，促請各方合力尋找方案以化解困局，指政府應擴大公眾諮詢範圍、正式撤回《逃犯條例》修訂草案和問責不稱職官員。香港瑞典商會會長鄔德彬於推特上發文批評警方是「絕對恥辱」。國際商會香港分會發表聲明，讉責一羣兇徒在元朗站一帶恣意襲擊市民和記者，令香港法治之名淪為笑柄，強調不能讓這種狀況繼續下去。
獨立股評人大衛·韋伯指元朗襲擊、以及其他暴力事件可能會擾亂外資對於香港的信心，又指「警察當日必定掌握情況，但卻選擇不對抗三合會勢力」，稱事件加強了成立獨立調查委員會之必要性，亦認為香港當局應暫停元朗警區警官的職務。香港電視網絡主席王維基在2019年8月9日於Facebook上公開批評警察在元朗襲擊事件中辦事不力，指警察「玩失蹤、睜大眼、說謊話」。傳媒人兼香港中文大學專業顧問區家麟於《立場新聞》撰文，呼籲市民將有關紀錄片廣傳，同時批評警察在襲擊事件中不作為，指其「暗合黑道」、「與民為敵」。
曾經參與「守護香港」集會的藝人肥媽在襲擊事件後接受傳媒訪問，激動地表示自己沒有支持警察或者任何一方，指心痛「香港被毀壞」，呼籲特首林鄭月娥解決問題。電台DJ兼藝人森美在社交平台Instagram發出黑白照，附文「元朗、香港，到了昨晚（7月21日）、不一樣了」。2019年12月，香港女歌手方皓玟推出新歌《人話》，其中MV顯示了元朗襲擊事件、太子站襲擊事件及西灣河開槍事件的開槍畫面，歌詞又批評警察及林鄭月娥「聽你講話聽到煩躁」。

### 涉煽動言論當事人
在十八鄉鄉事委員會就職典禮上發表被質疑「動員發動元朗襲擊」之言論的中聯辦新界工作部部長李薊貽，在7月23日出席活動時被記者追問其言論之爭議，但是其卻一直微笑不語、閉嘴拒答。而在「守護香港」集會上提出「藤條教仔」論的石鏡泉則在《香港經濟日報》員工集體抗議後在襲擊事件翌日發表聲明，表示撤回前述言論，同時就該言論向社會大眾和該公司的員工作出道歉。
在事件中與白衣人握手的何君堯在其社交媒體專頁上發文，稱其與元朗襲擊事件沒有關係，指出自己只是在晚飯後經過時被市民認出，續而與他們合照。之後他又舉行記者會，強調自己「並無策劃元朗襲擊」，續指其向白衣人讚好的行為「只是欣賞他們保衞家園的情操，不能與暴力事件並談」，又說自己不是讚許襲擊者是英雄。
何君堯在接受香港電台訪問，對其在襲擊事件前提出「打得示威者片甲不留」之言論時，辯稱自己「信口開河」、並認為「每個人都有情緒」。

### 中國大陸

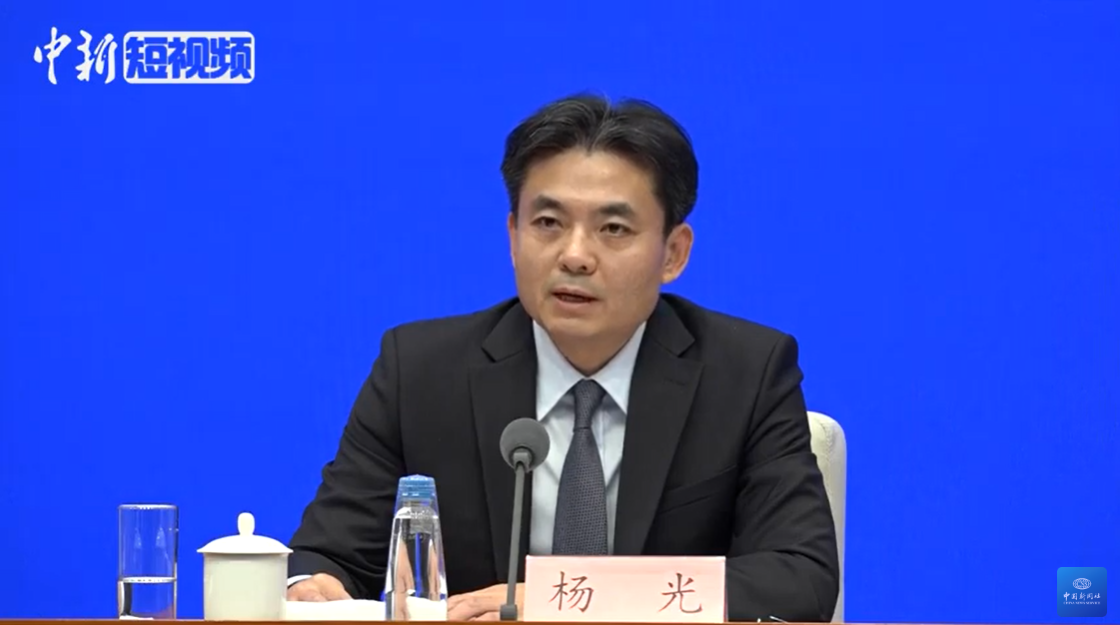
7月29日，國務院港澳事務辦新聞發言人楊光出席記者會

2019年7月29日，國務院港澳事務辦公室發言人楊光出席記者會，稱反對逃犯條例示威是「激進示威者蓄意製造暴力事件，嚴重觸碰一國兩制的原則底線」；當被問及元朗襲擊事件時，楊光稱「香港警務處處長和中聯辦負責人，對這個問題（警黑勾結和中聯辦策劃襲擊）已經作出了明確回應，這些傳言都是毫無根據的誣衊」；隨後繼續有記者追問相關問題，但均被記者會主持人阻止。記者會結束後，大批記者仍鍥而不捨趨前包圍楊光，要求他回應元朗襲擊事件，楊光未有回應便離開。據《香港中國通訊社》報道，中聯辦負責人譴責針對中聯辦的「惡意謠言」，批評有人「將中聯辦與7月21日在元朗發生的暴力事件聯繫到一起炒作，是惡意抹黑中央駐港機構的形象」。
另外，在中國大陸網路上流傳著訊息稱元朗襲擊事件是「元朗百姓自發追打港獨暴徒」，也有文章聲稱「元朗鄉親出於守衛家園的義憤，用藤條教訓無家無國的黑衣青年」。同時在微博上也有網民呼籲購買蛋捲以「支持元朗鄉親」，香港榮華餅家向傳媒表示其蛋捲在襲擊事件後的翌日已經售罄。

### 香港以外地區
英國發展事務國務大臣安德魯·穆里森在英國下議院發言時，表示將會密切關注香港當局對元朗襲擊的調查，同時也對襲擊表示譴責。美國國會及行政當局中國委員會兼眾議院主席吉姆·麥高文譴責襲擊事件，並指「針對和平抗議者精心策劃的暴力行為」是不可接受的。
多國媒體都有報導是次襲擊事件，當中包括但不限於：英國的英國廣播公司、路透社、《泰晤士報》、《衛報》、《每日電訊報》、《獨立報》、《每日郵報》；美國的有線電視新聞網、福克斯新聞台、《紐約時報》、《華盛頓郵報》、彭博新聞社；法國的法新社、《費加羅報》、《解放報》；德國的《明鏡週刊》、《圖片報》；加拿大的《環球郵報》；卡塔爾的半島電視台。

## 影響

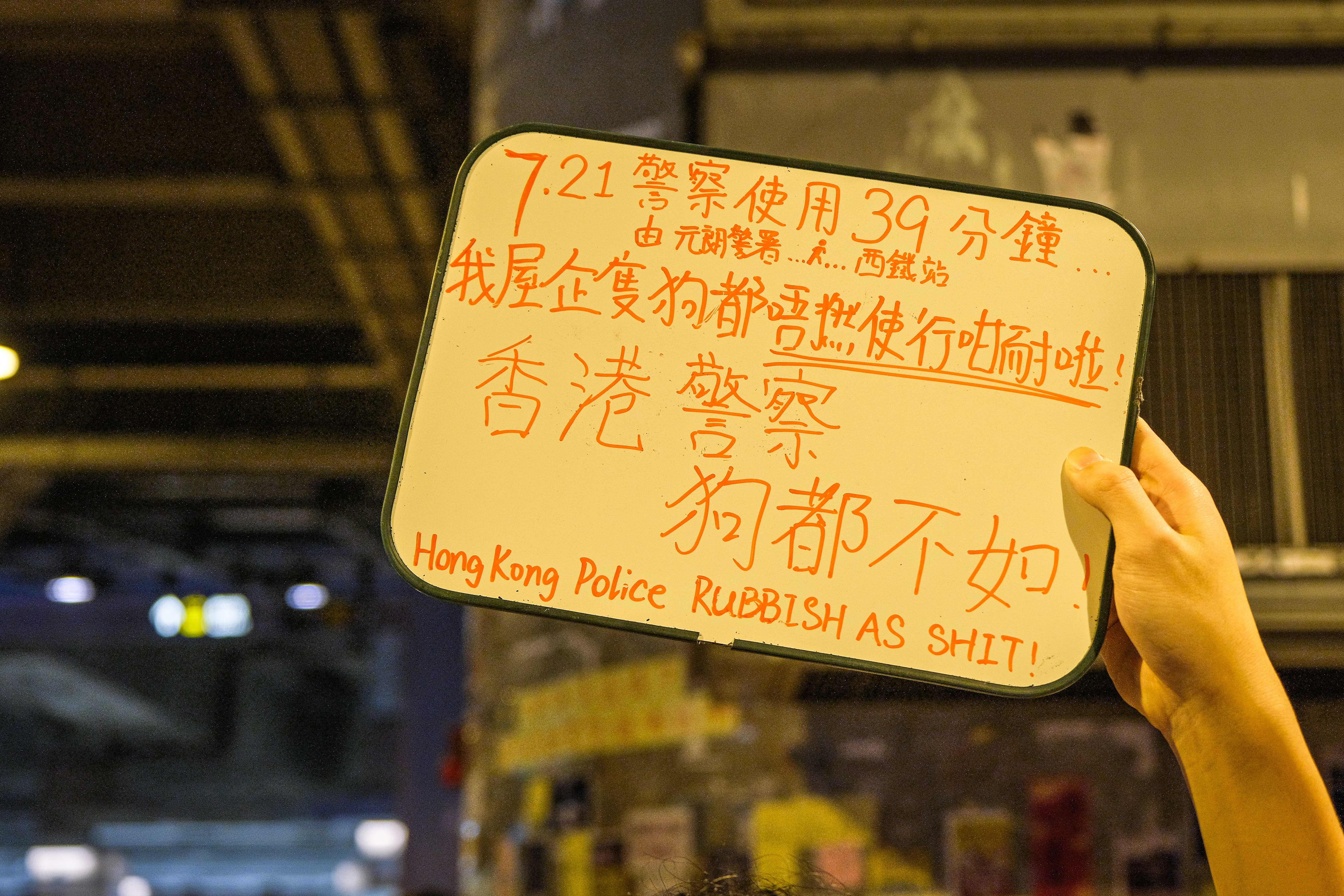
元朗襲擊事件後，民眾對警察更加缺乏信心

元朗襲擊事件被視為反修例運動中的轉捩點，襲擊事件導致許多民眾對警察失去信心，同時導致局勢進一步升級、衝突強度及雙方武力有增無減:11，更加成為反修例運動持續的催化劑。在運動初期，香港警察已因為其對於運動的處理手法而備受爭議。而警察在元朗襲擊中採取的態度，讓民眾普遍認為警察與三合會「勾結」，「黑警」一詞開始普遍地被抗議群眾所使用；香港非政府組織「民權觀察」創辦人王浩賢指警察對示威者及元朗襲擊事件的白衣人進行差別對待，令局勢升級，導致對抗情緒不斷累積，「釀成更大不幸」。時事評論員梁啟智認為元朗襲擊「對於香港民眾來說是個回不去的關口」，並且指民眾不會輕易重新信任警隊。
根據香港中文大學傳播與民意調查中心的民意調查，在2019年6月初、反修例運動尚未爆發的時候，只有不足7%的市民對警隊的信任度給予零分；在金鐘衝突過後，零分的比例上升到23%；到了8月初，經過元朗襲擊事件後，零分的比例再上升到42.7%:63；另外有82.2%受訪者表示元朗襲擊為對警察觀感變差的主要原因:70。香港民意研究所在8月1日到8月6日期間對1000名民眾進行電話訪問，民調結果顯示民眾對於警務處的評分暴跌至39.4分，比2016年旺角騷亂時的警察評分（60.3分）更低。中大新聞與傳播學院教授蘇鑰機相信，元朗襲擊和警察執法時衍生各項爭議，是令市民對警察信任度下跌的主因。
「警黑勾結」的說法對民眾以及抗議者造成「道德衝擊」，並且加劇了示威者的憤怒，暴力也隨之升級:11。儘管香港政府也被指在2014年發生的雨傘革命使用了透過三合會襲擊示威者的反抗議策略，但是元朗襲擊讓香港民眾意識到其力量的規模和程度，因此反修例示威者開始有理由地升級武力。《中國季刊》的研究發現，反修例示威的暴力等級在元朗襲擊事件後明顯高出5倍，同時指出「更暴力的反抗議策略對親民主抗議者一方的和平和激進行動產生了重大影響」。中大的民意調查顯示，在6月有約65%受訪民眾堅持「和理非」，到8月初時則有52.3%:78。隨後中國政府對於香港政府鎮壓示威者的支持，致使暴力持續增加、「勇武派」抬頭。

### 後續示威

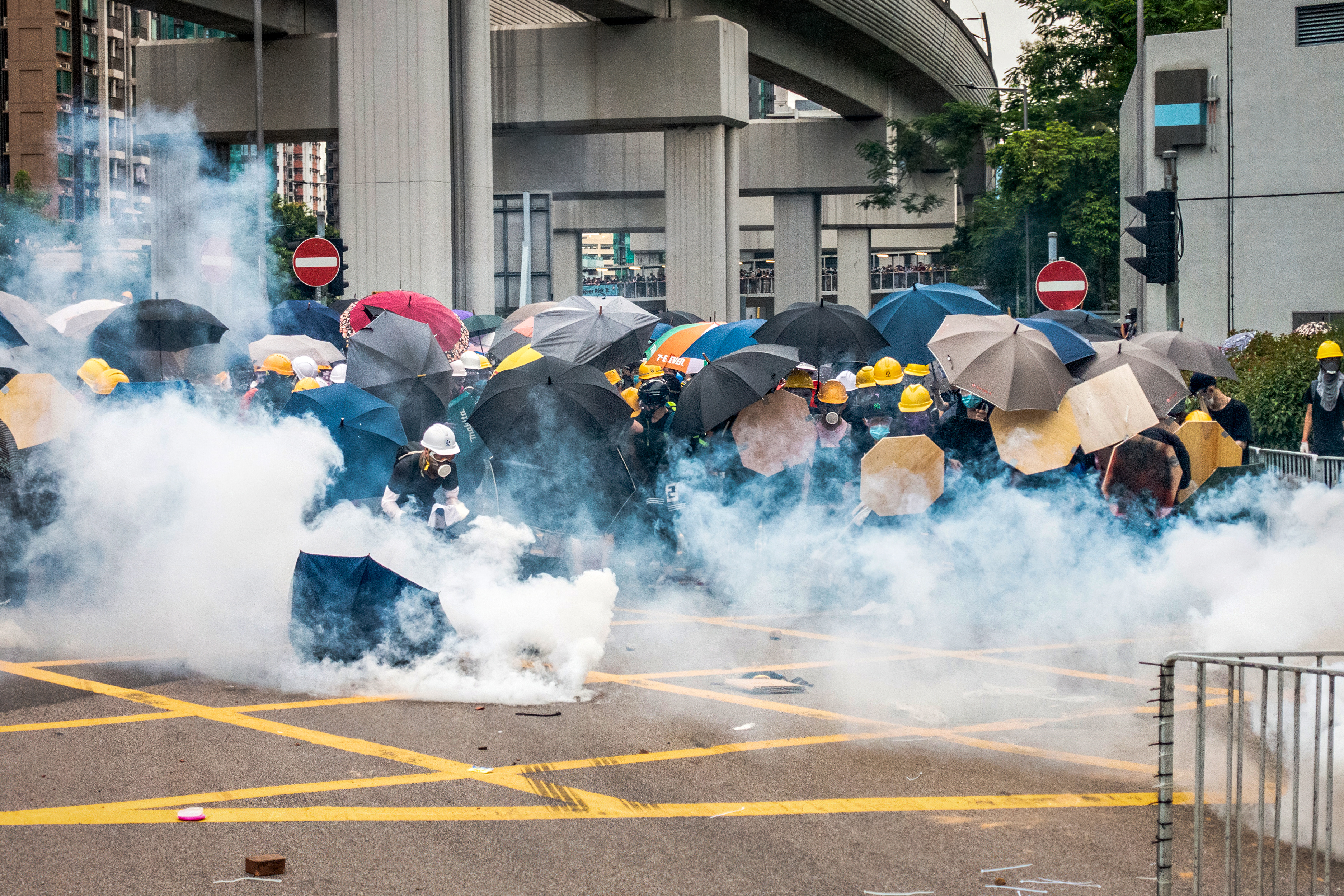
警察在7月27日在元朗施放催淚彈，驅散示威群眾

在元朗襲擊事件後，有民眾發起「光復元朗遊行」以抗議襲擊事件。2019年7月23日，元朗居民鍾健平向警察提交遊行申請。7月25日，原定在7月27日舉行的「光復元朗」遊行被警方發出反對通知書，網民之後選擇以其他主題舉行遊行，如歌手何韻詩宣佈在7月27日舉行流動簽名會、網民舉行「國際老婆餅日」試食老婆餅大會，但都與原本光復元朗遊行的計劃路線一模一樣。
7月27日當天的遊行在下午1時開始，初期只是有大批示威者沿元朗大馬路行走、排隊購買老婆餅。但到了下午5時開始，大批黑衣人在南邊圍村外聚集，並且毀壞一部警車，之後警察在11分展開驅散行動，元朗街頭隨即爆發激烈警民衝突，警察不斷施放催淚彈、海綿彈及橡膠子彈驅散示威者；在晚上10時，警察「速龍小隊」攻入港鐵元朗站圍捕站內示威者，有人被警棍打中頭破血流，站內不少市民受驚；最終示威者在11時全面散去。全日衝突中至少23人受傷，2人情況嚴重。

### 紀念活動
元朗襲擊事發後一個月的8月21日，逾千名示威者身穿黑衣到元朗站默站，抗議香港警察仍未正式起訴任何一位在事件中施襲的白衣人，期間眾人掩住右眼表達對8月11日的示威活動中一名少女疑似警察發射的布袋彈射擊眼部導致失明的不滿。2020年7月21日，正值元朗襲擊事件一週年，大批民眾在元朗形點商場聚集，並且高叫抗議口號，隨後遭到警察驅散。

### 對元朗影響

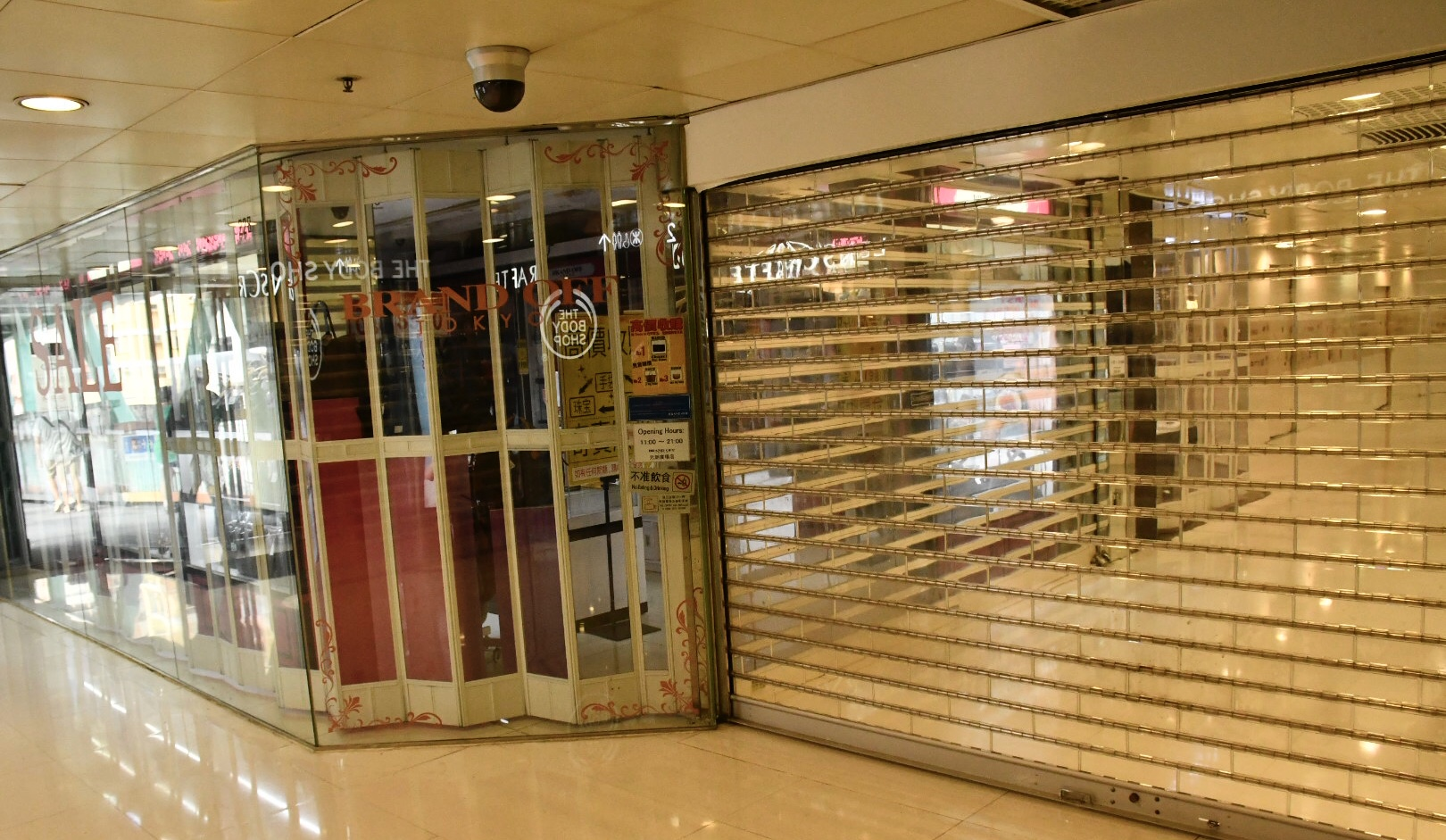
在襲擊事件翌日，元朗多間商場和大量商舖均提早休業

襲擊事件造成元朗當地市民及商戶恐慌。襲擊事件翌日（7月22日）由於傳出「有鄉事及黑社會背景的白衣人會再次發動襲擊」之類的傳言，因此在元朗和屯門的商戶均在下午紛紛暫時休業，24小時營業的便利店也不例外，即使是區內大型購物中心，如元朗YOHO MALL 形點及屯門V City內的店鋪也沒有營業，區內的公共設施都提早在傍晚前關閉；區內居民不敢穿著黑色衣服，而區外人士亦趕在入夜前離開屯門及元朗。
另外，受襲擊事件影響、元朗當地的樓宇交易量急劇下降。有地產代理向《東方日報》表示，有許多準買家在元朗襲擊後不敢在當地看樓盤，同時預計當地樓價會有跌幅，而鄰近的屯門區乃至新界西地區也受到影響，樓宇交易量同樣變小。

### 旅行警告
反修例示威和元朗襲擊引起民眾恐慌，而在襲擊事件後，有約11個國家更新對香港的旅遊警示，日本和澳洲當局均提及到元朗襲擊，呼籲其民眾注意來港旅遊安全、避免前往示威或者衝突地區。南韓當局提醒其民眾若果在香港身穿黑色衣服，有機會被誤認為示威者。商務及經濟發展局局長邱騰華之後向各駐港領事館及外國商會去信，解釋香港近日的情況，稱「希望釋除有關訪港的疑慮」。

### 調查報導及書籍

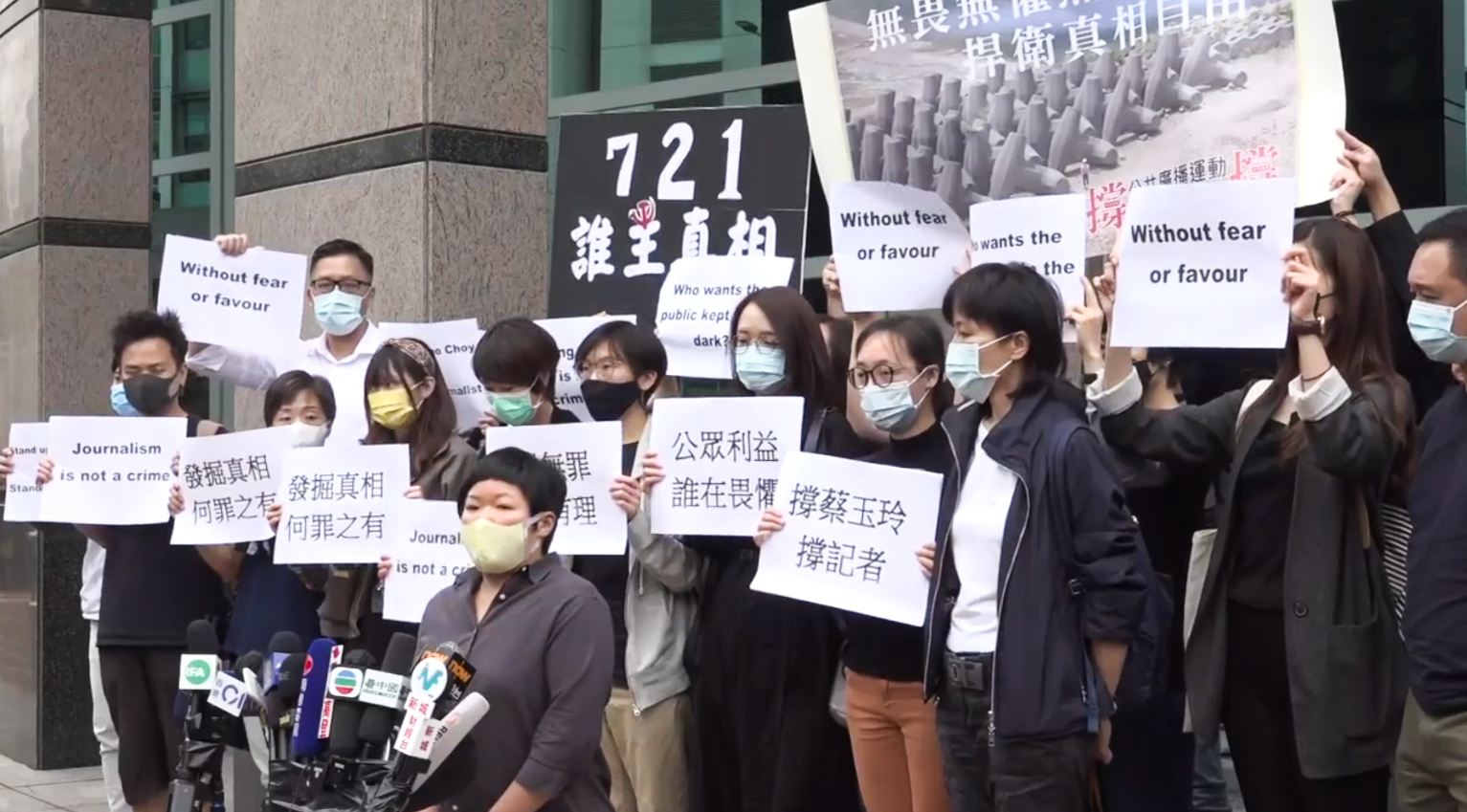
《香港電台》記者蔡玉玲因其在製作調查報導「7.21誰主真相」期間查冊而遭到拘捕及起訴

2019年，《香港電台》節目《鏗鏘集》在2019年7月29日播出題為「721元朗黑夜」的調查報導，該報導整理襲擊事件當天的不同片段，訪問相關人士並按時序梳理情節，探究襲擊事件當晚消失的警力在何處。在報導推出後的晚上9時，其在Facebook的播放數高達286萬次，在Youtube的播放次數則有近68萬次。2020年7月13日，《鏗鏘集》播出元朗襲擊事件一周年專題節目「7.21誰主真相」，透過重組多段當日閉路電視和媒體拍攝片段、車牌查冊及走訪當日在場人士，指警察早已到場並且目擊白衣人手持攻擊性武器。該節目之後獲得由國際特赦組織、香港記者協會及香港外國記者協會主辦之第25屆人權新聞獎中文紀錄片組別的大獎，比賽評審讚揚作品「追蹤最細微線索，無畏無懼，詰問強權」。但同時，通訊事務管理局也收到針對該節目的投訴，最後被裁定沒有違規。
襲擊事件中受傷者柳俊江於2020年7月出版《元朗黑夜——我的記憶和眾人的記憶》，以文字重組元朗襲擊事件；該書本之後成為暢銷書。親中媒體《大公報》批評柳俊江的著作以「比較小說式的敍事手法去重組事件」，又聲稱「此書充斥着美化黑衣暴徒、抹黑警方的內容」。2022年7月，襲擊事件發生3週年前夕，一群獨立記者製作了專題報導《721未完的案》。
2020年11月，負責製作《721誰主真相》的《香港電台》記者蔡玉玲遭警察拘捕，被指控其查冊的行為「涉嫌作虛假陳述而獲取相關資料」。蔡玉玲之後被裁定罪名成立，但其一直上訴至香港終審法院，最終被撤銷定罪。

### 相關抗議活動
- 元朗襲擊事件的紀念活動
- 「獨立調查、捍衛法治、守護真相、重申五大訴求」遊行
- 光復元朗 (2019年)

### 其他鐵路站襲擊事件
- 5·6广州火车站暴力袭击事件
- 2014年昆明火車站暴力恐怖襲擊事件
- 太子站襲擊事件

### 其他相關主題
- 警黑勾結
- 對於反對逃犯條例修訂草案運動中香港警隊的批評
- 民安促進會
- 警察真空理論
- 香港警察相關爭議及犯罪指控
- 中國共產黨修改歷史的質疑
- 香港特區政府修改歷史的質疑

## 腳註
註解
1. ↑  或稱元朗黑夜[4]、元朗暴力事件[21]、元朗恐襲[22][23]、元朗無差別襲擊事件[24]、721元朗事件[25]
2. ↑  語言學家諾姆·杭士基在其著作中定義恐襲為「利用強制手段針對民眾，以期實現政治、宗教或其他目的」，同時他特別提到國家可以作為施襲者的身份，因此提出「國家恐怖主義」的概念[15]

文內引註
1. 1 2 3 4 5  凌逸德. . 香港01. 2019-07-21  [2024-09-20]. （原始内容存档于2019-07-23） （中文）.
2. 1 2  . 誌 HK FEATURE. 2020-07-18  [2024-09-20] （中文）.
3. 1 2  香港電台 2019，18分25秒—18分58秒.
4. 1 2 3 4 5 6 7 8 9  韋景全. . 香港01. 2019-07-22  [2024-09-20]. （原始内容存档于2019-07-28） （中文）.
5. 1 2 3 4  . 東方日報. 2019-07-22  [2024-09-20]. （原始内容存档于2020-06-08） （中文）.
6. 1 2  區禮城. . 香港01. 2019-07-22  [2024-09-20]. （原始内容存档于2019-07-24） （中文）.
7. 1 2  Now新聞 2019，3分44秒—4分08秒.
8. 1 2 3  . 自由亞洲電台. 2019-07-21  [2024-09-21]. （原始内容存档于2019-07-22） （中文）.
9. 1 2 3 4  . 明報. 2019-07-22  [2019-07-21]. （原始内容存档于2019-07-21） （中文）.
10. 1 2 3  沙半山. . 香港01. 2019-07-22  [2024-09-19]. （原始内容存档于2019-09-15） （中文）.
11. 1 2  . 英國廣播公司. 2019-07-22  [2024-09-19]. （原始内容存档于2019-09-15） （中文）.
12. 1 2  . Now新聞. 2019-07-22  [2024-09-29]. （原始内容存档于2021-10-24） （中文）.
13. 1 2  凌逸德. . 香港01. 2019-07-22  [2024-09-21]. （原始内容存档于2019-07-28） （中文）.
14. 1 2 3 4 5 6 7 8  . 獨立媒體. 2024-07-21  [2024-09-22]. （原始内容存档于2024-07-29） （中文）.
15. 1 2 3  . 茶杯雜誌. 2019-07-22  [2024-09-27]. （原始内容存档于2025-01-19） （英语）.
16. ↑  . 自由亞洲電台. 2024-10-03  [2024-10-05]. （原始内容存档于2024-12-21） （中文）.
17. 1 2 3 4  凌逸德. . 香港01. 2019-07-23  [2024-09-22]. （原始内容存档于2019-07-23） （中文）.
18. ↑  集誌社 2023，3分21秒—3分27秒.
19. 1 2  . 法庭線. 2024-05-14  [2024-09-28]. （原始内容存档于2024-06-29） （中文）.
20. ↑  . 立場新聞. 2021-08-03  [2024-10-04]. （原始内容存档于2021-08-05） （中文）.
21. ↑  . 香港電台. 2019-07-23  [2019-07-31]. （原始内容存档于2019-07-28） （中文）.
22. 1 2 3 4  . 獨立媒體. 2020-08-26  [2024-09-22]. （原始内容存档于2022-04-24） （中文）.
23. ↑  . 立場新聞.   [2019-07-22]. （原始内容存档于2019-07-22） （中文）.
24. 1 2 3 4 5 6 7 8 9 10 11 12 13 14 15 16 17 18 19  . 端傳媒. 2019-07-23  [2024-09-20]. （原始内容存档于2024-09-20） （中文）.
25. ↑  中央通訊社. . 中央通訊社. 2022-07-21  [2024-10-03]. （原始内容存档于2024-05-31） （中文）.
26. ↑  Creery, Jennifer. . 香港自由新聞. 2020-06-25  [2024-06-13] （英语）.
27. 1 2 3  陶嘉心. . 香港01. 2019-07-29  [2024-06-13]. （原始内容存档于2024-02-07） （中文）.
28. 1 2  . 英國廣播公司. 2019-07-03  [2024-06-13]. （原始内容存档于2023-04-04） （中文）.
29. ↑  . 立場新聞. 2019-07-04  [2024-09-14]. （原始内容存档于2019-07-05） （中文）.
30. ↑  王潔恩, 勞敏儀. . 香港01. 2019-06-30  [2024-09-14]. （原始内容存档于2019-06-30） （中文）.
31. ↑  . 獨立媒體. 2019-06-30  [2024-09-14]. （原始内容存档于2019-06-30） （中文）.
32. 1 2  . 壹週刊.   [2019-08-14]. （原始内容存档于2019-07-23） （中文）.
33. ↑  李偉欣. . 香港01. 2019-07-21  [2024-09-19]. （原始内容存档于2019-09-15） （中文）.
34. ↑  . 報導者. 2019-07-22  [2024-09-19]. （原始内容存档于2024-09-19） （中文）.
35. ↑  . 英國廣播公司. 2019-07-26  [2024-09-19]. （原始内容存档于2024-09-19） （中文）.
36. ↑  Now新聞 2019，2分17秒—3分04秒.
37. ↑  . 美國之音. 2019-07-26  [2024-09-19]. （原始内容存档于2019-07-28） （中文）.
38. 1 2  . 法國國際廣播電台. 2019-07-24  [2024-09-19]. （原始内容存档于2024-09-19） （中文）.
39. ↑  香港電台 2020，16分01秒—16分26秒.
40. 1 2  . 自由時報. 2019-07-23  [2024-09-19]. （原始内容存档于2024-09-19） （中文）.
41. ↑  . 聯合新聞網. 2019-07-22  [2024-09-14]. （原始内容存档于2024-09-14） （中文）.
42. ↑  立場新聞 2021，9分56秒—10分08秒.
43. ↑  Now新聞 2019，1分50秒—2分05秒.
44. ↑  劉定安, 鄧海興. . 香港01. 2019-07-17  [2024-09-19]. （原始内容存档于2020-07-09） （中文）.
45. ↑  . 東方日報. 2019-07-16  [2024-09-19]. （原始内容存档于2020-07-09） （中文）.
46. ↑  . 立場新聞. 2019-07-17  [2020-07-20]. （原始内容存档于2019-08-16） （中文）.
47. ↑  立場新聞 2021，9分33秒—11分01秒.
48. ↑  李偉欣, 彭毅詩, 陳欣彤, 鄭嘉如. . 香港01. 2019-07-20  [2024-09-19]. （原始内容存档于2020-08-26） （中文）.
49. ↑  . 香港獨立媒體. 2019-07-22  [2024-09-19]. （原始内容存档于2019-07-22） （中文）.
50. ↑  . Now新聞. 2019-07-22  [2024-09-19]. （原始内容存档于2020-08-26） （中文）.
51. ↑  Now新聞 2019，3分26秒—3分43秒.
52. 1 2  香港電台 2020，6分19秒—6分32秒.
53. ↑  Now新聞 2019，4分09秒—4分20秒.
54. ↑  香港電台 2019，2分01秒—2分10秒.
55. ↑  立場新聞 2021，3分26秒—3分40秒.
56. 1 2 3 4  . 法庭線. 2025-03-01  [2025-03-02]. （原始内容存档于2025-03-02） （中文）.
57. ↑  立場新聞 2021，3分11秒—3分23秒.
58. ↑  香港電台 2019，3分58秒—5分54秒.
59. 1 2  . 香港蘋果日報. 2019-07-22  [2019-07-22]. （原始内容存档于2019-07-22）.
60. ↑  香港電台 2019，7分00秒—9分53秒.
61. ↑  凌逸德. . 香港01. 2019-07-22  [2024-09-20]. （原始内容存档于2023-05-22） （中文）.
62. ↑  紐約時報 2019，1分57秒—2分06秒.
63. ↑  . 香港蘋果日報. 2020-05-25  [2020-05-25]. （原始内容存档于2020-06-15） （中文）.
64. 1 2  
  - 沙半山. . 香港01. 2019-07-22  [2024-09-21]. （原始内容存档于2020-03-03） （中文）.
  - . AM730. 2019-07-22  [2024-09-21] –Facebook （中文）.
65. 1 2  香港電台 2019，11分23秒—11分49秒.
66. 1 2 3  . 香港電台. 2019-07-22  [2024-09-21]. （原始内容存档于2019-07-22） （中文）.
67. ↑  香港電台 2019，11分50秒—12分11秒.
68. ↑  紐約時報 2019，2分26秒—2分36秒.
69. 1 2  自由亞洲電台 2020，0分41秒—0分53秒.
70. 1 2 3  集誌社 2023，0分40秒—2分05秒.
71. ↑  自由亞洲電台 2020，0分55秒—1分12秒.
72. ↑  集誌社 2023，2分19秒—2分31秒.
73. ↑  . 香港電台. 2024-03-05  [2024-09-21]. （原始内容存档于2024-12-17） （中文）.
74. ↑  自由亞洲電台 2020，1分23秒—1分32秒.
75. ↑  集誌社 2023，2分48秒—3分51秒.
76. 1 2 3  . 集誌社. 2023-10-06  [2024-09-21]. （原始内容存档于2024-10-06） （中文）.
77. ↑  張美華. . 香港01. 2019-07-22  [2024-09-21]. （原始内容存档于2023-09-04） （中文）.
78. 1 2  . 獨立媒體. 2023-11-14  [2024-09-21]. （原始内容存档于2023-11-28） （中文）.
79. ↑  集誌社 2023，3分51秒—4分09秒.
80. ↑  集誌社 2023，4分10秒—4分34秒.
81. ↑  . 成報. 2019-07-24  [2024-09-21]. （原始内容存档于2019-07-24） （中文）.
82. ↑  . 獨立媒體. 2021-02-27  [2024-09-21]. （原始内容存档于2022-01-02） （中文）.
83. ↑  集誌社 2023，4分38秒—5分07秒.
84. ↑  . 追新聞. 2023-07-21  [2024-09-21]. （原始内容存档于2024-09-21） （中文）.
85. ↑  集誌社 2023，5分07秒—5分24秒.
86. ↑  集誌社 2023，8分12秒—9分41秒.
87. ↑  自由亞洲電台 2020，2分10秒—2分20秒.
88. ↑  集誌社 2023，5分55秒—7分12秒.
89. ↑  集誌社 2023，7分20秒—8分10秒.
90. ↑  香港電台 2019，13分21秒—13分57秒.
91. ↑  自由亞洲電台 2020，2分22秒—2分32秒.
92. ↑  . 立場新聞. 2019-07-21  [2024-09-21]. （原始内容存档于2019-07-21） （中文）.
93. 1 2  集誌社 2023，7分59秒—9分11秒.
94. ↑  卓柏安. . 香港01. 2019-07-22  [2024-09-21]. （原始内容存档于2021-02-04） （中文）.
95. ↑  集誌社 2023，9分07秒—9分11秒.
96. ↑  . 信報財經新聞. 2020-08-27  [2024-09-21]. （原始内容存档于2024-09-21） （中文）.
97. ↑  . 法庭線. 2023-11-02  [2024-09-21]. （原始内容存档于2025-01-20） （中文）.
98. ↑  集誌社 2023，9分17秒—9分53秒.
99. ↑  有線新聞台（第一節） 2019，9分17秒—9分53秒.
100. 1 2  集誌社 2023，9分54秒—10分07秒.
101. ↑  . Now TV. 2020-05-15  [2024-09-21]. （原始内容存档于2020-10-31） （中文）.
102. 1 2  凌逸德. . 香港01. 2019-07-22  [2024-09-21]. （原始内容存档于2019-07-23） （中文）.
103. ↑  . 無綫新聞. 2019-07-22  [2024-09-21]. （原始内容存档于2024-10-04） （中文）.
104. ↑  有線新聞台（第一節） 2019，9分17秒—9分38秒.
105. ↑  . 香港電台. 2019-07-22  [2024-09-21]. （原始内容存档于2024-09-21） （中文）.
106. ↑  . 香港經濟日報. 2019-07-22  [2024-09-21]. （原始内容存档于2024-09-21） （中文）.
107. ↑  . 法庭線. 2024-09-10  [2025-07-21] （中文）.
108. ↑  . 自由時報. 2019-07-24  [2024-09-21]. （原始内容存档于2025-01-05） （中文）.
109. ↑  凌逸德. . 香港01. 2019-07-23  [2024-09-21]. （原始内容存档于2019-07-23） （中文）.
110. ↑  有線新聞台（第一節） 2019，10分11秒—10分48秒.
111. ↑  凌逸德. . 香港01. 2019-07-22  [2024-09-21]. （原始内容存档于2020-08-26） （中文）.
112. ↑  Now新聞 2019，10分55秒—11分06秒.
113. 1 2  袁澍. . 香港01. 2019-07-22  [2024-09-21]. （原始内容存档于2019-07-22） （中文）.
114. 1 2 3 4  . 傳真社. 2020-08-27  [2024-09-21]. （原始内容存档于2024-09-21） （中文）.
115. ↑  凌逸德. . 香港01. 2019-07-22  [2024-09-22]. （原始内容存档于2024-09-22） （中文）.
116. 1 2 3 4  . Now新聞. 2019-07-22  [2024-09-21]. （原始内容存档于2024-10-04） （中文）.
117. ↑  有線新聞台（第二節） 2019，4分33秒—5分03秒.
118. ↑  凌逸德. . 香港01. 2019-07-22  [2024-09-21]. （原始内容存档于2019-09-15） （中文）.
119. ↑  有線新聞台（第二節） 2019，5分18秒—5分50秒.
120. ↑  紐約時報 2019，5分57秒—6分08秒.
121. ↑  . 星島日報. 2019-07-22  [2024-09-21]. （原始内容存档于2019-07-23） （中文）.
122. ↑  有線新聞台（第二節） 2019，6分50秒—7分05秒.
123. ↑  . 有線新聞台. 2019-07-22  [2024-09-21] （中文）.
124. ↑  . 香港電台. 2019-07-22  [2024-09-21]. （原始内容存档于2024-12-29） –Facebook （中文）.
125. ↑  . 美國之音. 2022-07-23  [2024-09-22]. （原始内容存档于2024-09-22） （中文）.
126. ↑  . 明報. 2019-07-23  [2019-07-23]. （原始内容存档于2019-07-23）.
127. 1 2 3 4  王霜舟. . 紐約時報. 2019-07-24  [2024-09-22]. （原始内容存档于2024-09-22） （中文）.
128. ↑  . 衛報. 2019-07-22  [2019-07-22]. （原始内容存档于2019-07-22）.
129. ↑  . Now TV. 2019-07-22  [2019-07-23]. （原始内容存档于2019-07-23）.
130. ↑  . 星島日報. 2019-07-22  [2019-07-23]. （原始内容存档于2019-07-23）.
131. ↑  . 香港01. 2019-07-22  [2019-07-22]. （原始内容存档于2019-09-15） （中文）.
132. 1 2 3  . 德國之聲. 2019-07-24  [2024-09-22]. （原始内容存档于2024-09-22） （中文）.
133. 1 2  陳竫詒. . 天下雜誌. 2019-07-23  [2024-09-22] （中文）.
134. ↑  朱棨新. . 香港01. 2023-10-27  [2024-10-04]. （原始内容存档于2023-11-13） （中文）.
135. ↑  . 法國國際廣播電台. 2014-10-03  [2024-09-22]. （原始内容存档于2024-09-22） （中文）.
136. 1 2  . 文匯報. 2020-01-13  [2024-09-21]. （原始内容存档于2023-07-26） （中文）.
137. 1 2 3 4 5 6 7 8 9 10 11 12 13 14 15  . 端傳媒. 2019-07-24  [2024-09-21]. （原始内容存档于2024-09-20） （中文）.
138. ↑  高晉猷. . 香港01. 2020-09-11  [2024-09-21]. （原始内容存档于2023-09-04） （中文）.
139. ↑  香港電台 2020，11分27秒—12分16秒.
140. ↑  . 新城電台. 2020-05-13  [2024-09-21]. （原始内容存档于2024-09-21） （中文）.
141. ↑  . 東方日報.   [2023-07-26]. （原始内容存档于2023-07-26） （中文）.
142. ↑  . 星島日報. 2019-12-30  [2023-07-26]. （原始内容存档于2023-09-04） （中文）.
143. ↑  凌逸德. . 香港01. 2019-12-30  [2023-07-26]. （原始内容存档于2023-09-04） （中文）.
144. ↑  . 立場新聞.   [2019-11-08]. （原始内容存档于2019-11-06） （中文）.
145. ↑  . 立場新聞. 2021-02-24  [2021-02-27]. （原始内容存档于2021-02-27） （中文）.
146. ↑  . 巴士的報. 2019-07-22  [2024-09-21]. （原始内容存档于2024-11-27） （中文）. 未知是否避免成為目標，有原本穿黑衫的示威者，離開時換上其他顏色衣服
147. 1 2  向樂高. . 香港01. 2019-07-22  [2024-09-21]. （原始内容存档于2023-09-04） （中文）.
148. ↑  李慧娜. . 香港01. 2021-07-22  [2024-09-21]. （原始内容存档于2023-09-04） （中文）.
149. ↑  . 英國廣播公司. 2021-06-18  [2024-09-21]. （原始内容存档于2021-07-23） （中文）.
150. ↑  柳俊江. . 關鍵評論網. 2020-08-26  [2023-07-26]. （原始内容存档于2023-07-26） （中文）.
151. 1 2 3  . 德國之聲. 2022-09-21  [2024-09-22]. （原始内容存档于2024-09-22） （中文）.
152. 1 2 3  Summers, Tim. . Agenda Publishing. 2020: 131. ISBN 9781788213349. [...] The latter incident, the police’s slow response to it, and even suggestions that Beijing or the police had colluded with the attackers, provoked strong anger among many in Hong Kong [...]
153. 1 2  . 自由亞洲電台. 2023-11-08  [2024-09-22]. （原始内容存档于2024-09-22） （中文）.
154. ↑  朱棨新. . 香港01. 2023-08-18  [2024-09-22]. （原始内容存档于2024-09-21） （中文）.
155. ↑  . 法庭線. 2023-08-18  [2024-09-22]. （原始内容存档于2024-09-22） （中文）.
156. 1 2  鄭寶生. . 香港01. 2020-08-26  [2024-09-22]. （原始内容存档于2024-09-22） （中文）.
157. ↑  . 法庭線. 2024-04-10  [2024-09-22]. （原始内容存档于2025-01-18） （中文）.
158. 1 2 3  . 法庭線. 2024-12-12  [2024-12-12]. （原始内容存档于2024-12-15） （中文）.
159. ↑  . 集誌社. 2024-12-12  [2024-12-16]. （原始内容存档于2024-12-16） （中文）.
160. 1 2  . 法庭線. 2025-02-27  [2025-02-28]. （原始内容存档于2025-03-03） （中文）.
161. ↑  . 香港蘋果日報. 2020-12-20  [2020-12-21]. （原始内容存档于2021-01-07） （中文）.
162. ↑  . 自由亞洲電台. 2019-08-23  [2024-11-08]. （原始内容存档于2019-09-23） （中文）.
163. ↑  . 東方日報. 2020-09-09  [2024-11-08]. （原始内容存档于2025-01-19） （中文）.
164. ↑  陶嘉心. . 香港01. 2020-08-26  [2024-10-03]. （原始内容存档于2023-05-03） （中文）.
165. 1 2 3 4 5 6 7 8  . 法庭線. 2024-07-20  [2024-09-28]. （原始内容存档于2024-12-23） （中文）.
166. ↑  陳蓉, 賴琦. . 香港01. 2025-02-27  [2025-02-28] （中文）.
167. ↑    - . 集誌社. 2024-08-28  [2024-09-28]. （原始内容存档于2024-10-04） （中文）.
  - . Now新聞. 2021-07-22  [2024-09-28]. （原始内容存档于2024-10-04） （中文）.
  - . 法庭線. 2024-08-28  [2024-10-06]. （原始内容存档于2024-12-23） （中文）.
  - 陳蓉. . 香港01. 2025-04-08  [2025-05-23]. （原始内容存档于2025-05-24） （中文）.
168. ↑  . 法庭線. 2023-08-18  [2024-09-28]. （原始内容存档于2023-11-30） （中文）.
169. ↑    - . 法庭線. 2024-05-14  [2024-09-28]. （原始内容存档于2024-07-26） （中文）.
  - . 法庭線. 2025-01-23  [2025-05-23]. （原始内容存档于2025-04-01） （中文）.
170. ↑  
  - . 東方日報. 2024-12-23  [2024-12-23]. （原始内容存档于2024-12-23） （中文）.
  - . 法庭線. 2025-07-15  [2025-07-21] （中文）.
171. ↑    - . 論盡媒體. 2024-12-13  [2025-02-20]. （原始内容存档于2024-12-24） （中文）.
  - . 法庭線. 2025-03-27  [2025-05-23]. （原始内容存档于2025-06-10） （中文）.
172. ↑  . 東方日報. 2024-04-10  [2024-09-28]. （原始内容存档于2024-11-27） （中文）.
173. 1 2 3 4  . 聯合新聞網. 2019-07-23  [2024-09-22]. （原始内容存档于2024-09-22） （中文）.
174. ↑  . 香港01. 2019-07-22  [2024-09-22]. （原始内容存档于2024-09-22） （中文）.
175. 1 2 3  Francis, L. F. Lee; Samson, Yuen; Gary, Tang; Edmund W. Cheng. . The China Review. 2019, 19 (4)  [2024-10-12]. （原始内容存档于2021-10-06）.
176. ↑  . 立場新聞.   [2019-07-24]. （原始内容存档于2019-07-24） （中文）.
177. ↑  . 集誌社. 2024-03-15  [2024-09-22]. （原始内容存档于2024-10-04） （中文）.
178. 1 2  香港電台 2019，3分39秒—4分47秒.
179. 1 2 3 4  . 端傳媒. 2020-07-20  [2024-09-22]. （原始内容存档于2024-09-22） （中文）.
180. ↑  香港電台 2020，19分42秒—21分03秒.
181. 1 2  . 立場新聞. 2019-11-06  [2024-09-22]. （原始内容存档于2019-11-07） （中文）.
182. ↑  香港電台 2019，3分32秒—3分37秒.
183. ↑  陳潤南. . 香港01. 2019-07-22  [2024-09-22]. （原始内容存档于2019-07-21） （中文）.
184. ↑  . 獨立媒體. 2019-07-26  [2024-09-22] （中文）.
185. 1 2  . 香港蘋果日報. 2020-07-21  [2024-09-22]. （原始内容存档于2020-09-23） （中文）.
186. ↑  . 立場新聞. 2019-07-25  [2024-09-24] –聞庫 （中文）.
187. ↑  香港電台 2019，0分37秒—0分40秒.
188. ↑  . 獨立媒體. 2019-07-23  [2024-09-22]. （原始内容存档于2022-01-11） （中文）.
189. ↑  . 經濟通. 2019-07-25  [2024-09-22]. （原始内容存档于2024-09-22） （中文）.
190. 1 2  香港電台 2019，16分27秒—16分34秒.
191. ↑  . 集誌社. 2023-10-06  [2024-09-24]. （原始内容存档于2024-10-04） （中文）.
192. ↑  香港電台 2019，16分27秒—17分02秒.
193. ↑  陳萃屏. . 集誌社. 2023-07-17  [2024-09-22]. （原始内容存档于2024-09-22） （中文）.
194. ↑  香港電台 2019，16分35秒—16分41秒.
195. ↑  . 民視新聞網. 2019-07-26  [2024-09-22]. （原始内容存档于2024-10-04） （中文）.
196. ↑  張美華. . 香港01. 2019-07-25  [2024-09-22]. （原始内容存档于2024-10-04） （中文）.
197. ↑  香港電台 2019，14分32秒—15分43秒.
198. ↑  香港電台 2019，15分46秒—16分22秒.
199. ↑  劉安琪. . 香港01. 2023-11-16  [2025-03-02] （中文）.
200. ↑  . 法庭線. 2023-11-17  [2025-03-02]. （原始内容存档于2024-06-21） （中文）.
201. ↑  . 有線新聞台. 2019-07-24  [2024-09-23]. （原始内容存档于2024-09-23） –Youtube （中文）.
202. 1 2 3 4  陳諾希, 陳蕾蕾, 黃偉民. . 香港01. 2020-08-26  [2024-09-23]. （原始内容存档于2021-12-24） （中文）.
203. 1 2 3  . 德國之聲. 2019-07-23  [2024-09-23]. （原始内容存档于2024-10-04） （中文）.
204. ↑  . 明報. 2019-07-23  [2024-09-22]. （原始内容存档于2024-10-04） （中文）.
205. ↑  . 自由亞洲電台. 2024-03-15  [2024-09-22]. （原始内容存档于2024-09-22） （中文）.
206. ↑  . 香港電台. 2019-07-22  [2024-09-23]. （原始内容存档于2024-10-04） （中文）.
207. ↑  . 星島日報. 2020-08-27  [2024-09-24]. （原始内容存档于2024-09-23） （中文）.
208. ↑  . 事實查核實驗室. 2020-08-27  [2024-09-24]. （原始内容存档于2024-09-24） （中文）.
209. ↑  . 求驗傳媒. 2020-09-21  [2024-09-27]. （原始内容存档于2024-10-04） –Facebook （中文）.
210. ↑  . 信報財經新聞. 2020-08-28  [2024-09-27]. （原始内容存档于2024-10-04） （中文）.
211. ↑  . 東方日報. 2020-05-14  [2024-09-27]. （原始内容存档于2024-10-04） （中文）.
212. ↑  . 英國廣播公司. 2019-12-11  [2024-09-27]. （原始内容存档于2024-10-04） （中文）.
213. ↑  勞顯亮, 鄭秋玲, 孔繁栩, 黃金棋, 勞敏儀, 陳晶琦, 陳淑霞. . 香港01. 2020-05-15  [2024-09-27]. （原始内容存档于2024-02-13） （中文）.
214. ↑  陳倩婷. . 香港01. 2020-05-18  [2024-09-27]. （原始内容存档于2022-11-08） （中文）.
215. ↑  彭愷欣. . 香港01. 2020-05-15  [2024-09-27]. （原始内容存档于2025-01-05） （中文）.
216. ↑  立場新聞 2021，8分01秒—10分59秒，12分30秒—12分54秒.
217. ↑  林劍. . 香港01. 2020-05-17  [2024-09-27]. （原始内容存档于2023-01-29） （中文）.
218. ↑  集誌社 2023，1分02秒—1分31秒.
219. ↑  . 傳真社. 2020-07-20  [2024-09-27]. （原始内容存档于2023-05-02） （中文）.
220. 1 2  . 特别广播服务公司. 2019-07-24  [2024-09-27]. （原始内容存档于2024-10-04） （中文）.
221. ↑  . 中央通訊社. 2021-07-07  [2024-09-27]. （原始内容存档于2022-07-08） （中文）.
222. 1 2  . 信報財經新聞. 2019-07-22  [2024-09-28]. （原始内容存档于2024-04-15） （中文）.
223. ↑  . TMHK. 2019-07-22  [2024-10-29]. （原始内容存档于2023-09-26） （中文）.
224. ↑  . AM730. 2019-08-02  [2024-09-27]. （原始内容存档于2024-10-04） （中文）.
225. ↑  . 自由亞洲電台. 2021-07-22  [2024-10-29]. （原始内容存档于2024-11-27） （中文）.
226. ↑  黃世澤. . 2019-07-22  [2024-10-29]. （原始内容存档于2024-12-01） （中文）.
227. 1 2  . 香港01. 2019-07-24  [2024-09-28]. （原始内容存档于2019-09-15） （中文）.
228. ↑  彭毅詩, 王潔恩. . 香港01. 2019-07-22  [2024-09-28]. （原始内容存档于2023-04-12） （中文）.
229. ↑  . 香港經濟日報. 2019-07-22  [2024-09-28]. （原始内容存档于2023-05-10） （中文）.
230. ↑  劉安琪, 凌子淇. . 香港01. 2023-11-13  [2024-09-28]. （原始内容存档于2023-11-13） （中文）.
231. ↑  . 獨立媒體. 2023-11-02  [2024-09-28]. （原始内容存档于2023-11-03） （中文）.
232. ↑  . 明報. 2023-10-20  [2024-09-28]. （原始内容存档于2024-10-04） （中文）.
233. ↑  . 東方日報. 2019-07-22  [2024-09-28]. （原始内容存档于2021-10-01） （中文）.
234. ↑  . 獨立媒體. 2023-11-02  [2024-09-28]. （原始内容存档于2023-11-03） （中文）.
235. ↑  . 中華電視公司. 2019-07-22  [2024-09-28]. （原始内容存档于2019-07-23） （中文）.
236. ↑  . Newtalk新聞. 2019-07-26  [2024-09-28]. （原始内容存档于2019-07-26） （中文）.
237. ↑  . 獨立媒體. 2020-05-19  [2024-09-28]. （原始内容存档于2025-01-05） （中文）.
238. ↑  香港電台 2020，17分14秒—18分02秒.
239. ↑  立場新聞 2021，14分08秒—14分46秒.
240. ↑  . 獨立媒體. 2021-07-22  [2023-07-28]. （原始内容存档于2023-09-04）.
241. ↑  . Now新聞. 2019-07-22  [2024-09-28]. （原始内容存档于2022-09-28） （中文）.
242. ↑  鄺曉斌. . 香港01. 2019-07-22  [2024-09-28]. （原始内容存档于2019-09-15） （中文）.
243. ↑  陳倩婷. . 香港01. 2019-07-22  [2024-09-28]. （原始内容存档于2023-04-05） （中文）.
244. ↑  . 香港電台. 2019-07-23  [2024-09-28]. （原始内容存档于2024-10-04） （中文）.
245. ↑  . 香港經濟日報. 2019-07-23  [2024-09-28]. （原始内容存档于2024-10-04） （中文）.
246. ↑  . 香港電台. 2019-07-22  [2019-07-22]. （原始内容存档于2019-09-15） （中文）.
247. ↑  . 明報. 2019-07-22  [2019-07-22]. （原始内容存档于2019-09-15） （中文）.
248. ↑  . 香港電台.   [2019-07-22]. （原始内容存档于2020-06-15） （中文）.
249. ↑  . 立場新聞.   [2019-07-22]. （原始内容存档于2019-07-22） （中文）.
250. ↑  . 明報. 2019-07-22  [2019-07-24]. （原始内容存档于2019-07-23） （中文）.
251. ↑  . 成報. 2019-07-23  [2019-07-24]. （原始内容存档于2019-09-15） （中文）.
252. ↑  . 香港01. 2019-07-22  [2020-10-02]. （原始内容存档于2019-08-06） （中文）.
253. ↑  . 眾新聞. 2019-07-23  [2020-10-02]. （原始内容存档于2020-09-17） （中文）.
254. ↑  . 立場新聞. 2019-07-22  [2019-07-22]. （原始内容存档于2019-07-22） （中文）.
255. ↑  . 香港01. 2019-07-22  [2019-07-25]. （原始内容存档于2019-07-24） （中文）.
256. ↑  . 英國廣播公司.   [2019-07-22]. （原始内容存档于2019-09-15） （中文）.
257. ↑  . 明報. 2019-07-22  [2019-07-25]. （原始内容存档于2019-07-24） （中文）.
258. ↑  . 法國國際廣播電台. 2019-07-26  [2024-09-28]. （原始内容存档于2023-04-20） （中文）.
259. ↑  林劍. . 香港01. 2021-06-25  [2024-09-28]. （原始内容存档于2023-05-29） （中文）.
260. ↑  馬嶽. . 左岸文化. 2020: 115. ISBN 9789869865685.
261. ↑  . 香港電台. 2019-07-25  [2019-08-01]. （原始内容存档于2019-08-01） （中文）.
262. ↑  . AM730. 2019-07-25  [2019-07-26]. （原始内容存档于2019-09-15） （中文）.
263. ↑  . 明報. 2019-07-26  [2019-08-01]. （原始内容存档于2019-07-26） （中文）.
264. ↑  . 星島日報. 2019-07-22  [2024-09-28]. （原始内容存档于2019-09-15） （中文）.
265. ↑  . 獨立媒體. 2019-07-22  [2024-09-28]. （原始内容存档于2022-01-11） （中文）.
266. ↑  . 香港電台. 2019-07-22  [2024-09-28]. （原始内容存档于2024-10-04） （中文）.
267. ↑  . 香港01. 2019-07-24  [2019-07-24]. （原始内容存档于2019-07-24）.
268. ↑  袁澍. . 香港01. 2019-07-22  [2024-09-28]. （原始内容存档于2019-09-15） （中文）.
269. ↑  . 大公報. 2019-07-23  [2024-09-28]. （原始内容存档于2024-07-19） （中文）.
270. ↑  韋景全. . 香港01. 2019-07-22  [2024-09-28]. （原始内容存档于2019-09-15） （中文）.
271. ↑  鄭榕笛. . 香港01. 2019-07-22  [2024-09-28]. （原始内容存档于2022-10-17） （中文）.
272. ↑  . 香港電台. 2019-07-22. （原始内容存档于2020-08-11） （中文）.
273. ↑  莊恭南. . 香港01. 2019-07-27  [2020-10-02]. （原始内容存档于2020-08-13）.
274. ↑  沙半山. . 香港01. 2019-07-22  [2024-09-28]. （原始内容存档于2019-09-15） （中文）.
275. ↑  . 香港電台. 2019-07-21  [2024-09-28]. （原始内容存档于2019-07-22） （中文）.
276. ↑  麥凱茵. . 香港01. 2019-07-22  [2024-09-28]. （原始内容存档于2019-09-15） （中文）.
277. ↑  . Now新聞. 2019-07-24  [2024-09-29]. （原始内容存档于2024-10-04） （中文）.
278. ↑  . 星島日報. 2019-07-24  [2024-09-29]. （原始内容存档于2024-10-04） （中文）.
279. ↑  . 自由時報. 2019-07-24  [2019-07-24]. （原始内容存档于2019-07-24） （中文）.
280. ↑  . AM730. 2019-07-22  [2024-09-29]. （原始内容存档于2024-10-04） （中文）.
281. ↑  王潔恩. . 香港01. 2019-07-23  [2019-07-23]. （原始内容存档于2019-07-23） （中文）.
282. ↑  鄧詠中, 楊婉婷, 陳康智. . 香港01. 2019-07-22  [2024-09-29]. （原始内容存档于2020-05-02） （中文）.
283. ↑  . Now新聞. 2019-07-22  [2024-09-29]. （原始内容存档于2024-10-04） （中文）.
284. ↑  劉錦華. . 香港01. 2019-07-23  [2019-07-23]. （原始内容存档于2019-07-23） （中文）.
285. ↑  . 香港總商會.   [2019-07-22]. （原始内容存档于2019-09-15）.
286. ↑  . 香港蘋果日報.   [2019-07-22]. （原始内容存档于2019-07-22）.
287. ↑  鄺月婷. . 香港01. 2019-07-23  [2019-07-24]. （原始内容存档于2019-07-24） （中文）.
288. ↑  . 香港經濟日報.   [2019-07-23]. （原始内容存档于2019-07-23）.
289. ↑  . 新假期. 2019-08-09  [2019-11-13]. （原始内容存档于2019-11-13） （中文）.
290. ↑  . 立場新聞.   [2019-12-25]. （原始内容存档于2020-03-27） （中文）.
291. ↑  張嘉敏. . 香港01. 2019-07-23  [2024-09-30]. （原始内容存档于2019-07-24） （中文）.
292. ↑  . 星洲日報. 2019-07-23  [2024-09-30]. （原始内容存档于2024-10-04） （中文）.
293. ↑  吳凱欣. . 香港01. 2019-12-02  [2019-12-03]. （原始内容存档于2019-12-03） （中文）.
294. ↑  . 香港蘋果日報.   [2019-12-03]. （原始内容存档于2019-12-03）.
295. ↑  . Now新聞. 2019-07-22  [2024-09-30]. （原始内容存档于2024-10-04） （中文）.
296. ↑  張美華. . 香港01. 2019-07-22  [2024-09-30]. （原始内容存档于2022-12-07） （中文）.
297. ↑  . Now新聞. 2019-07-22  [2024-10-01]. （原始内容存档于2024-10-04） （中文）.
298. ↑  香港電台 2020，16分00秒—16分34秒.
299. ↑  . 中央通訊社. 2019-07-29  [2024-10-01]. （原始内容存档于2024-10-04） （中文）.
300. ↑  . 法國國際廣播電台. 2019-07-30  [2024-10-01]. （原始内容存档于2024-10-07） （中文）.
301. ↑  鄭榕笛. . 香港01. 2019-07-25  [2019-07-25]. （原始内容存档于2019-07-25） （中文）.
302. ↑  . 英國廣播公司. 2019-07-23  [2024-10-01]. （原始内容存档于2023-05-02） （中文）.
303. ↑  香港經濟日報HKET. . 香港經濟日報. 2019-07-24  [2024-10-01]. （原始内容存档于2019-07-24） （中文）.
304. ↑  . 海峽時報. 2019-07-23  [2024-10-01]. ISSN 0585-3923. （原始内容存档于2019-07-23） （英语）.
305. ↑  Cheng, Kris. . 香港自由新聞. 2019-07-22  [2024-10-02]. （原始内容存档于2024-10-04） （英语）.
306. ↑  . 英國廣播公司. 2019-07-22  [2019-07-22]. （原始内容存档于2019-07-22）.
307. ↑  . 路透社. 2019-07-23  [2019-07-23]. （原始内容存档于2019-07-22） （英语）.
308. ↑  Didi, Tang. . 星期日泰晤士報 (北京). 2019-07-21  [2019-07-22]. ISSN 0956-1382. （原始内容存档于2019-07-21） （英语）.
309. ↑  Smith, Nicola. . 衛報. 2019-07-22  [2019-07-22]. （原始内容存档于2019-09-15）.
310. ↑  Smith, Nicola. . 每日電訊報. 2019-07-22  [2019-07-22]. ISSN 0307-1235. （原始内容存档于2019-09-15） （英国英语）.
311. ↑  . 獨立報. 2019-07-22  [2019-07-22]. （原始内容存档于2021-09-16） （英语）.
312. ↑  . 每日郵報. 2019-07-22  [2019-07-22]. （原始内容存档于2021-09-16）.
313. ↑  . 有線電視新聞網 .   [2019-07-22]. （原始内容存档于2019-07-22）.
314. ↑  Fedschun, Travis. . Fox News. 2019-07-22  [2019-07-22]. （原始内容存档于2019-07-22） （英语）.
315. ↑  Ramzy, Austin. . 紐約時報. 2019-07-22  [2019-07-22]. （原始内容存档于2019-07-22）.
316. ↑  . 華盛頓郵報. 2019-07-22  [2024-10-01]. （原始内容存档于2020-11-28）.
317. ↑  . 彭博新聞社. 2019-07-21  [2019-07-22]. （原始内容存档于2019-09-15）.
318. ↑  . 法新社.   [2019-07-22]. （原始内容存档于2019-09-15）.
319. ↑  . 費加羅報. 2019-07-22  [2019-07-22]. （原始内容存档于2019-09-15）.
320. ↑  . 解放報. 2019-07-22  [2019-07-22]. （原始内容存档于2019-09-15） （法语）.
321. ↑  . 明鏡週刊.   [2019-07-22]. （原始内容存档于2019-09-15）.
322. ↑  . 圖片報.   [2019-07-22]. （原始内容存档于2019-09-15）.
323. ↑  . 環球郵報.   [2019-07-22]. （原始内容存档于2019-07-22）.
324. ↑  . 半島電視台.   [2019-07-23]. （原始内容存档于2019-07-23）.
325. 1 2  Purbrick, Martin. . 亞洲事務（英语：Asian Affairs）. 2019-10-14, 50 (4): 465–487. doi:10.1080/03068374.2019.1672397 .
326. ↑  . 眾新聞. 2020-05-13  [2020-05-14]. （原始内容存档于2020-05-29） （中文）.
327. ↑  . 端傳媒. 2019-08-12  [2024-10-01]. （原始内容存档于2024-11-27） （中文）.
328. 1 2  . 香港蘋果日報. 2020-07-22  [2024-10-01]. （原始内容存档于2020-07-22） （中文）.
329. 1 2 3   (PDF). 香港中文大學. 2020-05  [2024-10-01]. （原始内容存档 (PDF)于2024-10-04） （中文）.
330. ↑  莊恭南. . 香港01. 2019-08-13  [2024-10-02]. （原始内容存档于2023-09-04） （中文）.
331. ↑  . 法國國際廣播電台. 2019-08-16  [2024-10-01]. （原始内容存档于2024-10-07） （中文）.
332. 1 2 3  Tang, Thomas Yun-tong. . 中國季刊. 2022, 251: 660-682  [2024-10-13]. （原始内容存档于2022-12-07）.
333. ↑  凌逸德. . 香港01. 2020-07-20  [2024-10-13]. （原始内容存档于2024-02-07） （中文）.
334. ↑  . 明報. 2019-07-23  [2024-10-01]. （原始内容存档于2019-07-27） （中文）.
335. ↑  . 自由亞洲電台. 2019-07-25  [2024-02-08]. （原始内容存档于2022-05-22） （中文）.
336. ↑  . 立場新聞. 2019-07-26  [2019-07-28]. （原始内容存档于2019-07-27） （中文）.
337. 1 2  勞顯亮; 陳潤南. . 香港01. 2019-07-28  [2024-02-08]. （原始内容存档于2019-07-28） （中文）.
338. ↑  李偉欣. . 香港01. 2019-07-27  [2024-02-08]. （原始内容存档于2024-10-04） （中文）.
339. ↑  . 香港蘋果日報. 2019-08-21. （原始内容存档于2019-08-21） （中文）.
340. ↑  . 法國國際廣播電台. 2020-07-22  [2024-10-01]. （原始内容存档于2025-01-04） （中文）.
341. ↑  . 香港經濟日報. 2019-07-22  [2019-07-23]. （原始内容存档于2019-07-23） （中文）.
342. ↑  . 自由時報. 2019-07-23  [2019-07-28]. （原始内容存档于2019-07-28） （中文）.
343. ↑  . 香港經濟日報. 2019-07-23  [2019-07-28]. （原始内容存档于2019-07-28） （中文）.
344. ↑  . 新假期. 2019-07-22  [2019-07-24]. （原始内容存档于2019-07-22） （中文）.
345. ↑  . 明報. 2019-07-23  [2019-07-23]. （原始内容存档于2019-07-23） （中文）.
346. ↑  . 香港經濟日報. 2019-07-23  [2019-07-28]. （原始内容存档于2019-07-28） （中文）.
347. ↑  . 香港01. 2019-07-22  [2019-07-23]. （原始内容存档于2019-07-23） （中文）.
348. ↑  . 東方日報. 2019-07-24 （中文）.
349. ↑  張美華. . 香港01. 2019-07-24  [2024-10-02]. （原始内容存档于2019-07-25） （中文）.
350. ↑  . 星島日報. 2019-07-25  [2024-10-02]. （原始内容存档于2024-10-04） （中文）.
351. 1 2  . Now新聞. 2020-11-03  [2024-10-03]. （原始内容存档于2024-10-08） （中文）.
352. ↑  . 香港大學.   [2024-10-03]. （原始内容存档于2024-10-04） （中文）.
353. ↑  . 明報. 2019-08-03  [2019-08-05]. （原始内容存档于2021-03-01） （中文）.
354. ↑  . 眾新聞. 2020-07-16  [2020-07-21]. （原始内容存档于2020-07-22） （中文）.
355. ↑  歐陽德浩. . 香港01. 2021-05-06  [2024-10-03]. （原始内容存档于2024-10-04） （中文）.
356. ↑  蕭通. . 香港01. 2023-09-29  [2024-10-03]. （原始内容存档于2023-11-09） （中文）.
357. ↑  . Yahoo新聞. 2024-01-05  [2024-10-03]. （原始内容存档于2024-10-04） （中文）.
358. ↑  . 追新聞. 2024-01-05  [2024-10-03]. （原始内容存档于2024-01-13） （中文）.
359. ↑  . 獨立媒體. 2022-07-20  [2022-07-21]. （原始内容存档于2022-08-11）.
360. ↑  . 香港電台. 2023-06-05  [2024-10-03]. （原始内容存档于2024-06-16） （中文）.
361. ↑  馬煒傑. . 香港01. 2023-06-05  [2024-10-03]. （原始内容存档于2024-10-07） （中文）.

影片
- 香港電台. . 香港電台. 2019  [2024-09-19]. （原始内容存档于2024-09-20） –Youtube （中文）.
- Now新聞. . Now TV. 2019-07-29  [2024-09-19]. （原始内容存档于2019-08-14） –Youtube （中文）.
- 立場新聞. . 立場新聞. 2021-07-19  [2024-09-19]. （原始内容存档于2024-09-19） –Youtube （中文）.
- 香港電台. . 香港電台. 2020  [2024-09-19]. （原始内容存档于2020-07-22） –Youtube （中文）.
- 集誌社. . 集誌社. 2023-07-12  [2024-09-21]. （原始内容存档于2023-10-11） –Youtube （中文）.
- 自由亞洲電台. . 自由亞洲電台. 2020-08-26  [2024-09-21]. （原始内容存档于2020-09-02） –Youtube （中文）.
- 有線新聞台（第一節）. . 有線新聞台. 2019-07-22  [2024-09-21]. （原始内容存档于2019-09-15） –Youtube （中文）.
- 有線新聞台（第二節）. . 有線新聞台. 2019-07-22  [2024-09-21]. （原始内容存档于2024-09-21） –Youtube （中文）.
- 紐約時報. . 紐約時報. 2019-07-31  [2025-05-23] –Youtube （中文）.

## 外部連結
- 721元朗恐襲互動專頁（页面存档备份，存于）：《眾新聞》以資訊圖表整合事件經過。
- 鏗鏘集：721元朗黑夜（页面存档备份，存于）：香港電台在資訊電視節目《鏗鏘集》講述事件經過。
- 鏗鏘集：7.21誰主真相（页面存档备份，存于） ：香港電台在資訊電視節目《鏗鏘集》訪問閉路電視、網絡片段裡的出現的人物，了解他們口中的事件真相。
- 立場調查報道長片｜7.21 尋源 （页面存档备份，存于） 《立場新聞》檢視網絡大數據、閉路電視與網絡片段，繼續追尋元朗襲擊起源的新線索。
- 【經緯線】元朗黑夜（页面存档备份，存于）：Now TV時事專題節目《經緯線》講述事件經過。
- "Please Stop Beating Us" Where Were Hong Kong' s Police?（页面存档备份，存于）：《紐約時報》報導警方如何應對事件。
- 721未完的案 （页面存档备份，存于）：獨立記者在2022年製作的專題記錄
- 721四年：無警時分 （页面存档备份，存于）：香港媒體集誌社所製作的調查影片
- 【三個中產黨】學術上分析元朗721 究竟是否一場恐襲？ （页面存档备份，存于）：AM730探討元朗襲擊事件可否定成為恐怖襲擊的論壇節目。